# Jiří Beránek
Jiří Beránek (21. listopadu 1945, Borkovice – 26. ledna 2021, Koloděje) byl český sochař, malíř, vysokoškolský pedagog a tvůrce konceptuálních a land artových projektů. Patřil ke generaci, která začala studovat ve svobodné atmosféře 60. let, ale vysokou školu ukončila v nejhorším období normalizace. Širší veřejnost se mohla s jeho tvorbou seznámit až po pádu komunistického režimu.

## Život
Jiří Beránek pocházel z jihočeské rodiny lesního inženýra. Dětství prožil na statku a v beskydské přírodě a pro jeho pozdější tvorbu byla tato zkušenost určující. Rodina se přestěhovala do Luhačovic, kde otec dostal místo polesného a později geodeta vyměřujícího lesní cesty. Jiří Beránek mu často pomáhal jako figurant a procestoval tak velkou část Beskyd. Po ukončení základní školy navštěvoval v letech 1961–1965 Výtvarnou školu Václava Hollara v Praze. Po maturitě složil zkoušky na ČVUT, ale pak dal přednost studiu sochařství. V letech 1966–1972 studoval na Akademii výtvarných umění v Praze u profesora Vincence Makovského a po jeho smrti u prof. Karla Lidického. Roku 1968 procestoval během prázdnin Itálii. AVU absolvoval roku 1971 a zvažoval vstup do teologického semináře v Olomouci, ale záhy poté se oženil a vrátil se na severní Moravu. Spolu s malíři Anežkou a Miroslavem Kovalovými se přestěhoval do staré chalupy v Sobotíně v Jeseníkách, pracoval jako lesní dělník a maloval portréty, aby nepřišel o status svobodného umělce. Začal se zabývat land artovými projekty a navázal kontakty s neoficiální uměleckou scénou. Jeho manželství se v té době rozpadlo.
Chalupu v Sobotíně navštěvovaly teoretičky výtvarného umění a organizátorky neoficiálních výstav Marcela Pánková, Alena Potůčková a Marie Černá. Jiří Beránek se zúčastnil prvních neoficiálních výstav v Praze roku 1973 (Sochařské setkání, Vojanovy sady, Divadlo v Nerudovce). Koncem 70. let zajížděl za fotografem Miroslavem Pokorným do Novohradských hor a tvořil sochy z dubového dřeva a instalace z rašeliny či sena a slámy. První samostatnou výstavu měl roku 1979 ve Vlastivědném muzeu v Šumperku. Od roku 1982 se účastnil schůzek svých generačních druhů s Jindřichem Chalupeckým v ateliéru Petra Pavlíka, kde vznikl základ budoucí umělecké skupiny. Až do roku 1989 se podílel na nejrůznějších privátních výtvarných aktivitách, zejména v galerii bratří Hůlů v Kostelci nad Černými lesy, kterou jako sochař pomohl vybudovat. Neoficiální výstavy sledovala StB a některé předčasně ukončila. Jiří Beránek v době normalizace mohl vystavovat pouze v malých galeriích mimo centrum (Divadlo Gong, Galerie H, Galerie Opatov, Koloděje). Roku 1985 se oženil se svou druhou ženou Jolantou, se kterou měl tři děti. Přestěhovali se do domku se zahradou v Kolodějích, kde vznikla velká část jeho díla.
Byl zakládajícím členem Volného sdružení 12/15, Pozdě ale přece a Nové skupiny. Po pádu komunismu se Jiří Beránek zúčastnil výstavy Inoffiziell Kunst der ČSSR 1968–89 v Regensburgu (1990), roku 1990 velkorysého projektu 40 československých umělců v Paříži se svou instalací Vzkříšení a výstavy Czech Art in the Velvet Revolution v New Yorku. První domácí souborné výstavy díla Jiřího Beránka uspořádaly v 90. letech Galerie umění v Karlových Varech a Zámek v Jindřichově Hradci. Roku 1991 získal tvůrčí stipendium Jackson Pollock-Krasner Foundation a během 90. let pobýval dvakrát v USA a vystavoval také ve Finsku, Norsku, Švédsku, Dánsku, Švýcarsku a Nizozemsku. Od roku 1993 působil jako pedagog na Vysoké škole uměleckoprůmyslové v Praze, po habilitaci (1996) jako vedoucí nově založeného sochařského ateliéru Socha II, který vedl až do roku 2008. Roku 2001 byl na VŠUP jmenován profesorem. Od roku 2007 působil na Fakultě designu a umění Ladislava Sutnara Západočeské univerzity Plzni, kde založil ateliér sochařství.
Jiří Beránek žil a pracoval v Kolodějích a na ZČU v Plzni. Zemřel 26. ledna 2021 po krátké a těžké nemoci.

## Dílo
Sochař Jiří Beránek (1945) patřil ke generaci umělců, kteří se museli jako čerství absolventi uměleckých vysokých škol definovat ve svém díle v době útlaku a následného „mravního neklidu“ normalizačních sedmdesátých let. Existenciální podstata jeho tvorby, která je reflexí této bezútěšné skutečnosti, tehdy však zároveň představovala snahu udržovat návaznost na dynamické umění šedesátých let, kterou se normalizační režim snažil zcela přerušit. Beránkova generace upozorňovala na rozpad hodnotového systému společnosti a pokusila se o formování vlastního uměleckého řádu odvozeného z osobních etických měřítek. Tendence k dematerializaci umění, které ve stejné době dominovaly v západní Evropě, měly na zdejší scénu jen omezený vliv. Většina umělců zůstala věrná obrazu nebo soše, ale experimentovala s narušením jejich tradiční formy. Individuální reflexe aktuální psychologické a sociální skutečnosti se jako typický rys generační estetiky často projevuje v desintegraci figury a spojuje Beránkovu tvorbu s názorově spřízněnými malíři Vladimírem Novákem a Petrem Pavlíkem.
Udržení prostoru umělecké svobody, zachování kontinuity českého moderního umění i plurality názorů charakteristické pro předchozí období bylo nejdůležitějším rysem celé generace jeho současníků. Svůj skeptický postoj k normalizační společenské atmosféře a z toho pramenící osobní odstup nahradila vážností, introvertností a důrazem na etické poslání umění. Jejich tvorbu lze považovat za zvláštní projev české kulturní identity.

### Sochy a objekty
Na počátku Beránkovy tvorby stojí jeho dokonalá obeznámenost s tesařským řemeslem a konstrukcí venkovských dřevostaveb. Pracoval převážně se dřevem, za pomoci motorové pily, sekyry a dlát. Jemnější nástroje užíval většinou pouze pro vysekání přesných tvarů a dutin sloužících ke spojení částí pomocí dřevěných čepů. Inspirovaly ho předměty vyrobené z přírodních materiálů, tvary prověřené funkcí a dotvořené denním užíváním, věci povýšené funkcí na dokonalý tvar. V jeho díle se zvláštním a nenapodobitelným způsobem spojují oba druhy umění – socha a stavba. Beránek jako první objevil možnosti monumentální dřevěné plastiky na pomezí sochy, objektu, architektury a environmentu. Otevřel tak prostor specifickému proudu radikálního sochařství, které vychází z řemeslné tradice opracování dřeva. Mezi jeho následovníky patří Magdalena Jetelová, Jan Ambrůz nebo Václav Fiala. Je jedním z průkopníků land artu a jeho zájem není omezen pouze na sochařské objekty, ale modelování samotné krajiny. Beránkova raná prostorová asambláž Zámek (1968) reflektuje jednu z četných literárních inspirací.
Akademické sochařské školení Jiřího Beránka ovlivnila avantgardní minulost prof. Vincence Makovského a byla pro něj inspirací v počátcích tvorby. Obeznámenost s českým i evropským moderním uměním se projevila u jeho raných zátiší i figur, které svědčí o dokonalém vstřebání a individuální transformaci podnětů kubismu, expresionismu i surrealismu (Tíha času, 1968, Pán Much, 1972, Ukřižovaný, 1972). Již v této době některé figury dotvářel polychromií (Lotova žena, 1973, Museum Kampa, Morána, 1974). Zároveň od postupné fragmentace figury (Salome, 1973) dospěl k abstraktním tvarům sochařských zátiší, která řeší ústřední problém vnitřního prostoru sochy a estetického uspořádání vzájemných vztahů. Jednotlivé prvky zprvu volně vyplňují daný rámec (Krychle, 1973), ale brzy samy determinují své okolí (Dvůr, 1985, Útočiště, 1987) Idea „obydlené, užité sochy“ je jednou z hlavních inovací, které přinesl českému umění.

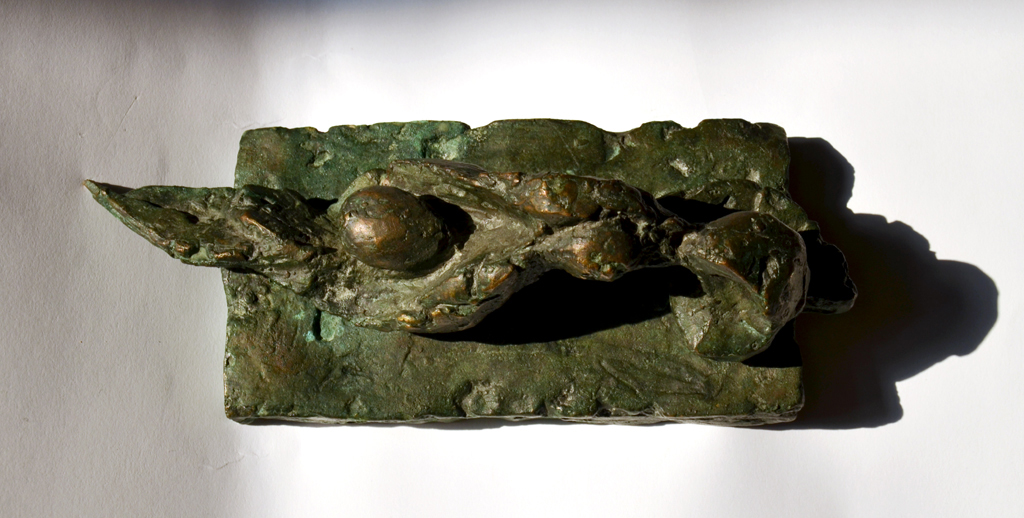
Pomník ptákům, bronz (1968)
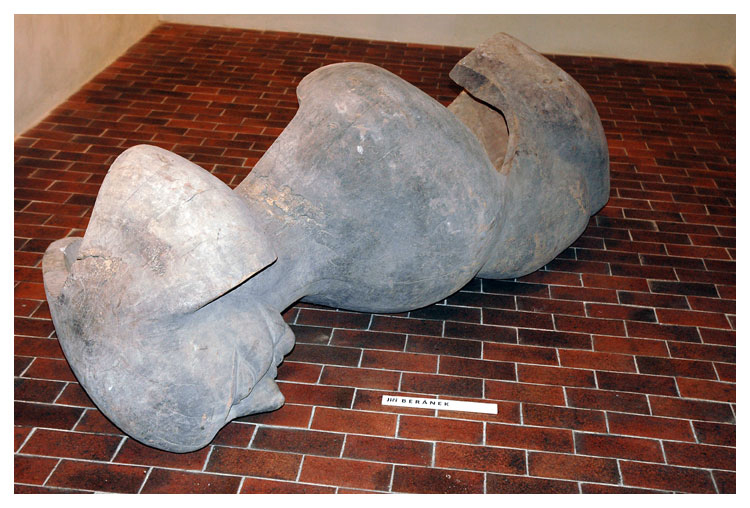
Pramice (1972)
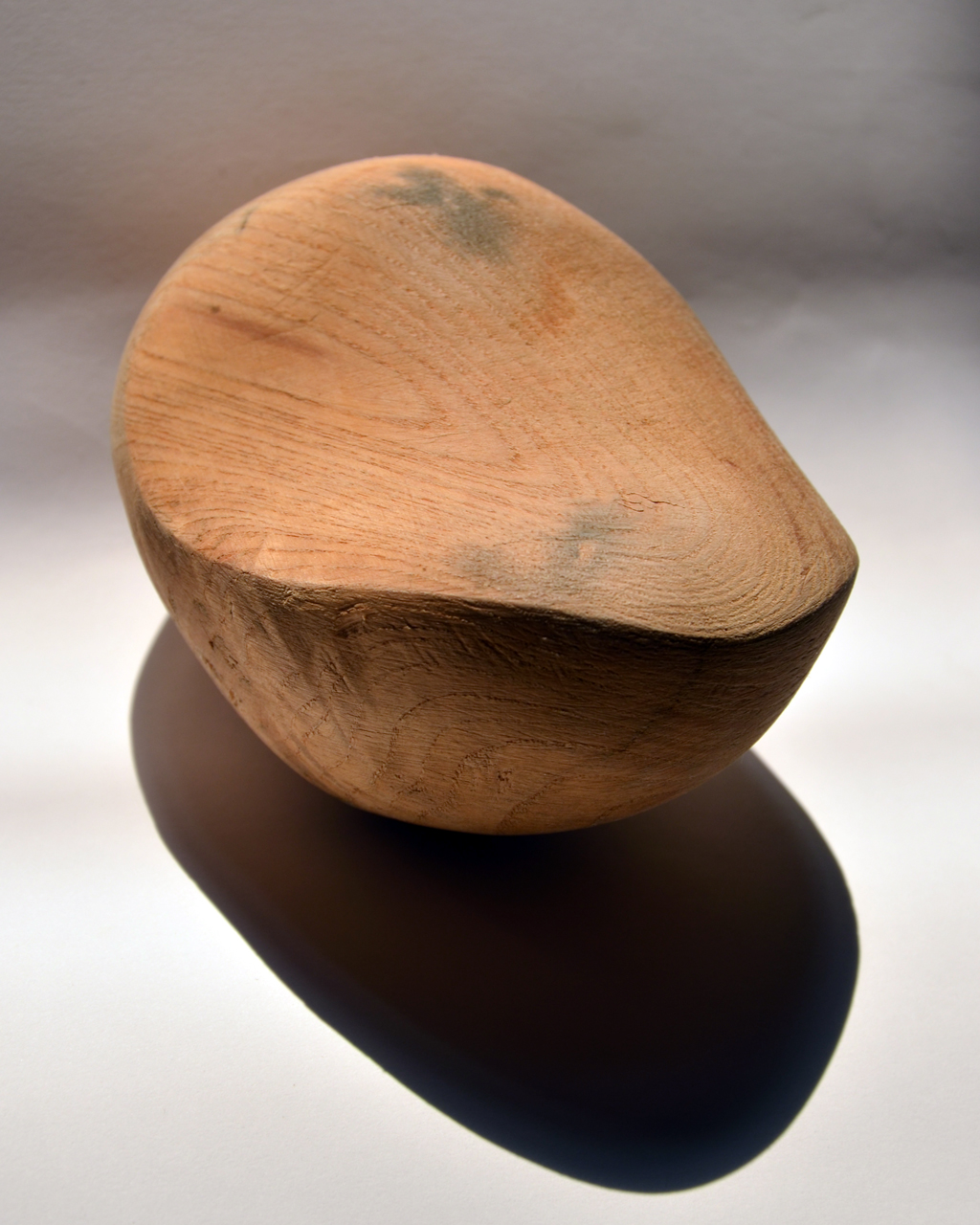
Socha k hlazení II (80. léta)
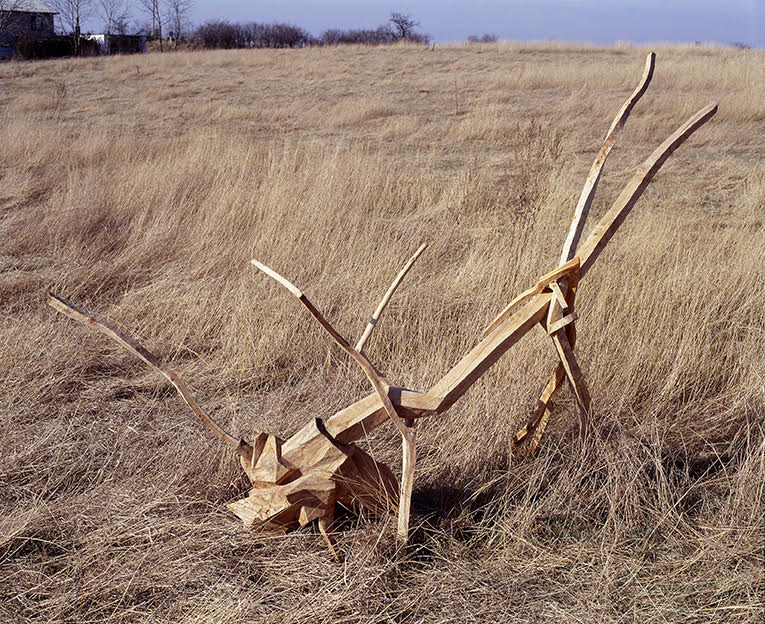
Pluh

Sochař rozlišoval první romantickou fázi své tvorby, která se soustředila na dokonalou prostorovou harmonii objemů a biomorfních tvarů, se zjevným odkazem až k baroknímu tvarosloví (Křížová cesta, 1972–1975, Klíčení 1972, Krychle, 1973, Objekt s V-profilem, 1975, Pluh, 1978). Další sochařské práce se vyznačují jednoduchou a funkční stavbou, vztahující se k rustikální tradici. Souvisejí s funkcí předmětů buď přímo (Knihovna, 1982 Postel, 1982), nebo svými názvy tuto funkci implikují (Truhla, 1980, Včelín, 1980, Kout, 1982). Plastiky složené z více částí jsou komponovány tak, aby jejich vzájemná poloha vždy nově respektovala prostředí, do kterého jsou zasazeny. Sochy tak vstupují do svého okolí a zároveň je toto okolí ovlivňuje (Skalní město, 1979, Včelín, 1980).
Následující tvorbu Jiřího Beránka nelze jednoduše charakterizovat jako lineární posloupnost časových období, protože usiloval především o duchovní integritu díla a méně ho zajímal formální vývoj. Dílem může být dřevěná socha stejně jako objekt v krajině. Spojuje je potřeba odkrývat zasuté hladiny vědomí, vracet se k předvěkým mýtům (Obětiště, 1991, Věštírna, 1996–1997) a vytvářet vlastní symboly toho, co lze vnímat jako domov-hrad nebo útočiště (Šance, 1988, Útočiště, 1996, Hláska, 2005). Existenciální vyznění díla není jednoduché dešifrovat a odehrává se v rovině podvědomí. Autorův děsivý sen o zahnání do kouta a kamenování tak objekt Kout (1982) naznačuje pouze zásobou kamenů, které se částečně vysypaly na zem.

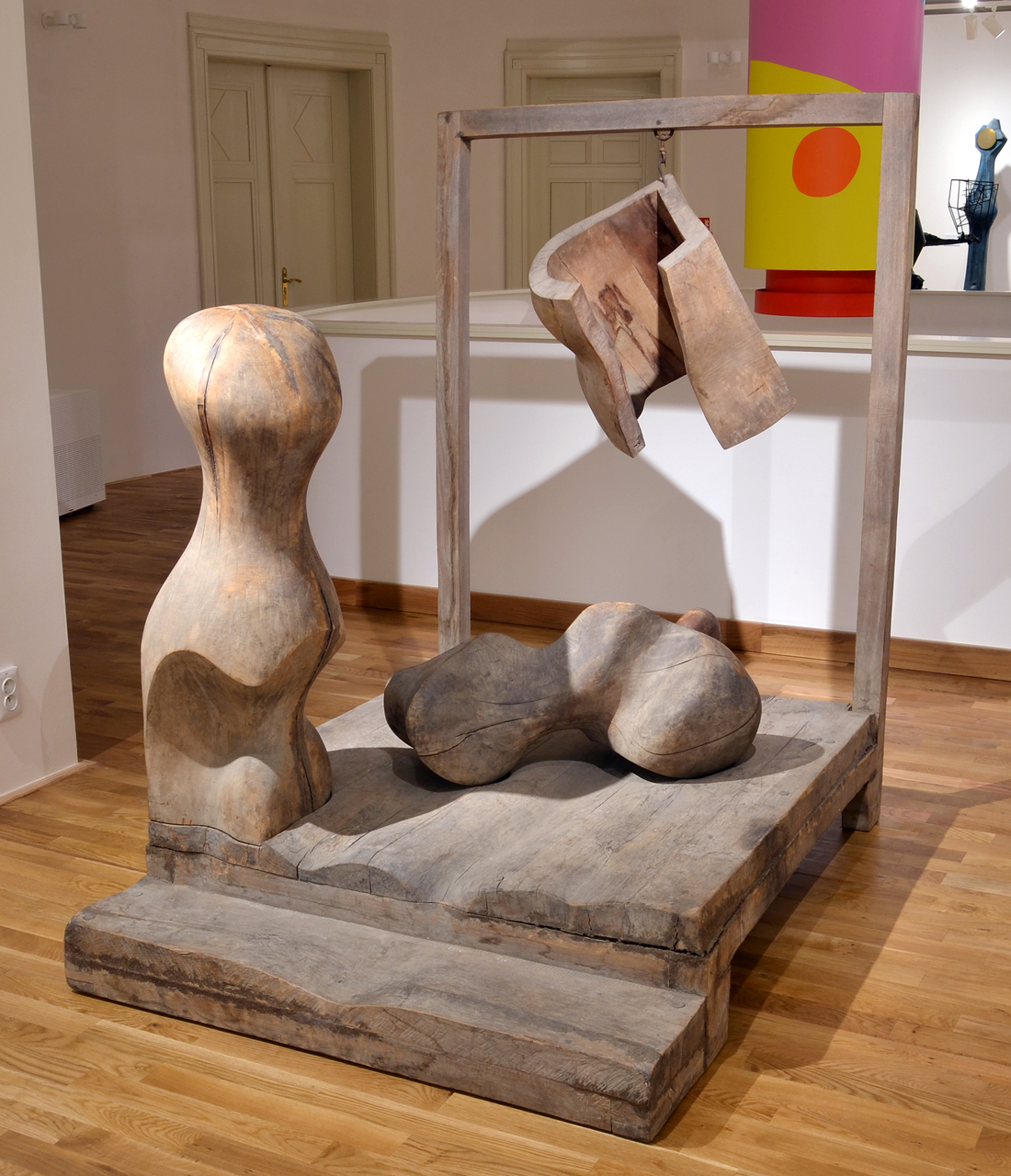
Tíha času II (1969-1974), GMU Hradec Králové
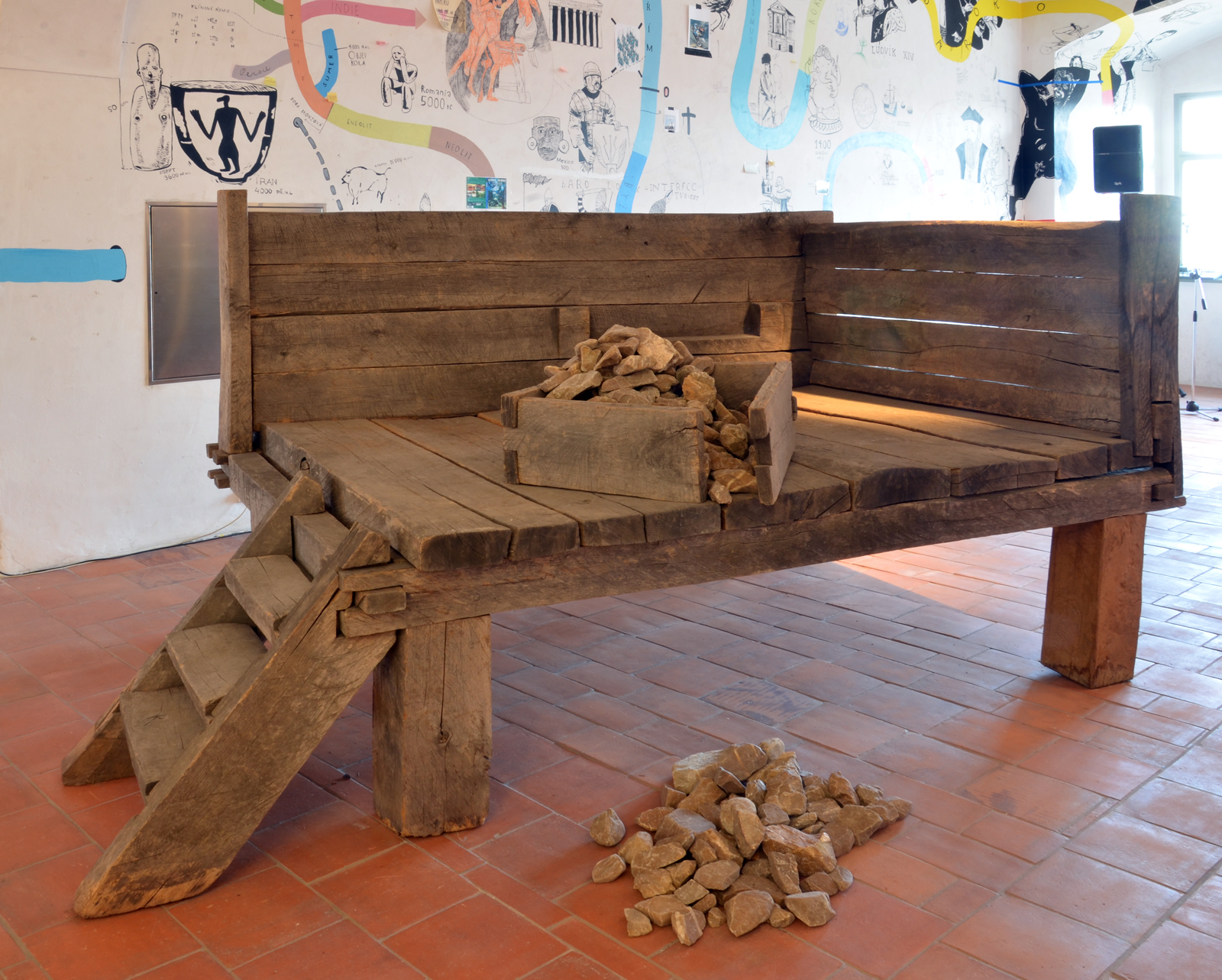
Kout (1983), GASK
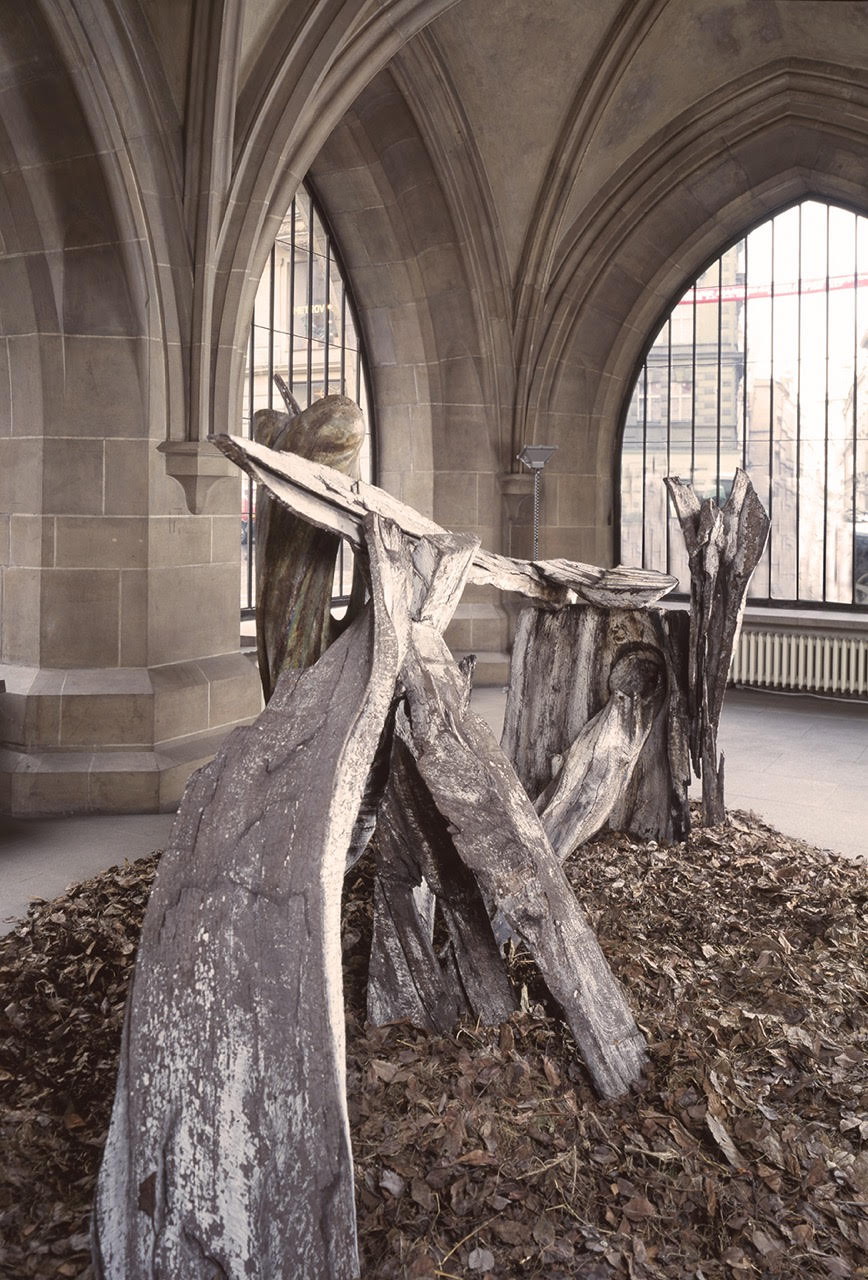
Zatím neopuštěné místo (1994)
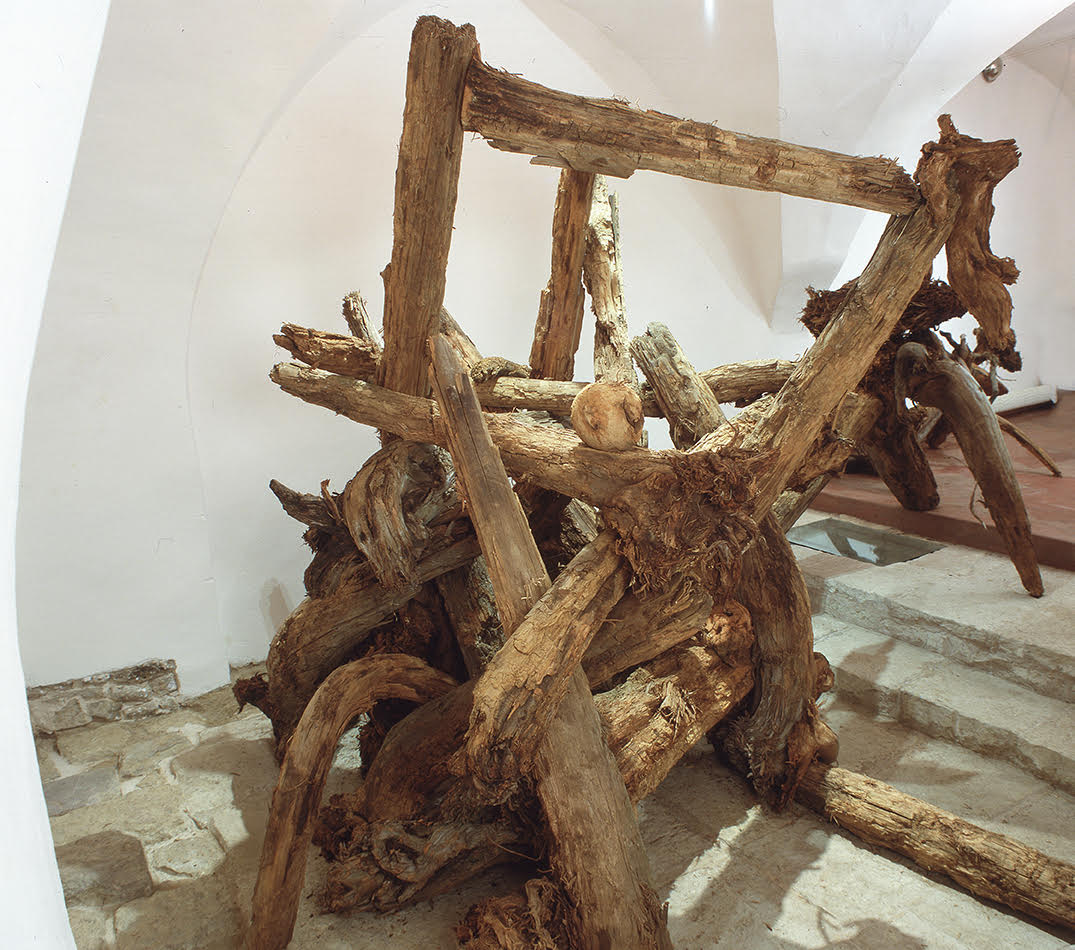
Klonování (1996)

Nedílnou součástí poselství jeho děl je poukázat na neustálý koloběh proměn přírody, zrození života, smrti a rozkladu. Užíval fragmenty dřeva staletých dubů nebo kořeny stromů, uložené tisíce let ve vrstvě rašeliny (Pád andělů, 1996, Přítmí paměti, 1998, Klenová, 1999), aby z nich vytvořil sochu nebo stavbu. Už samotnou volbou (dřevo, rašelina, kořeny) byl stále velmi blízko přírodním procesům a některé materiály na čas vyňal, aby z nich vytvořil objekt a pak je vrátil zpět nebo ponechal napospas počasí (Zatím neopuštěné místo, 1994, Klonování, 1996). Jeho úcta ke dřevu i živým tvorům měla sakrální charakter (Pomníky ptákům, 1968, Pomník dubu, 2001, Pomník mloka, 2004). Zcela mimořádným dílem v kontextu českého sochařství je Beránkova monumentální stavba z ohořelých trámů nazvaná Vzkříšení, vystavená roku 1990 v centru Paříže na La Défense a poté rekonstruovaná v lodi kostela Panny Marie na Slovanech jako Trojí dům (1993–1994).

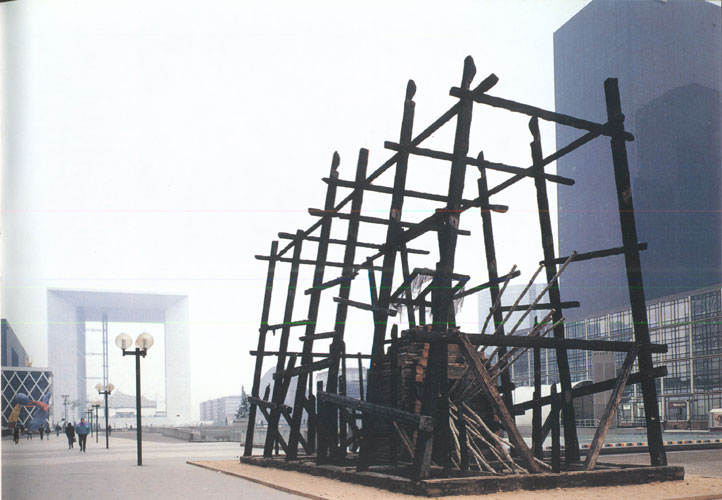
Vzkříšení (1990), La Défence, Paříž
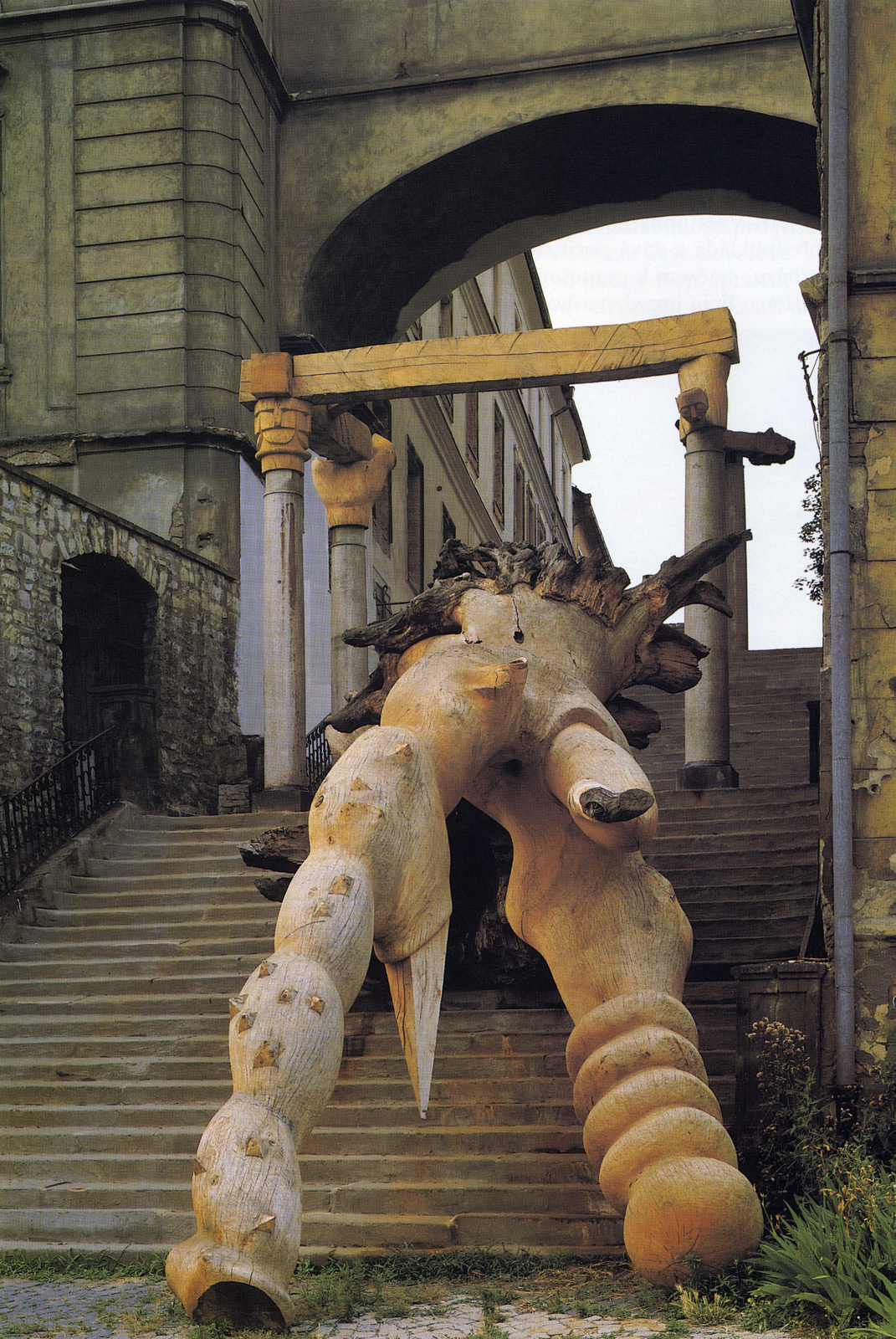
Neznámo odkud (1992), Litoměřice
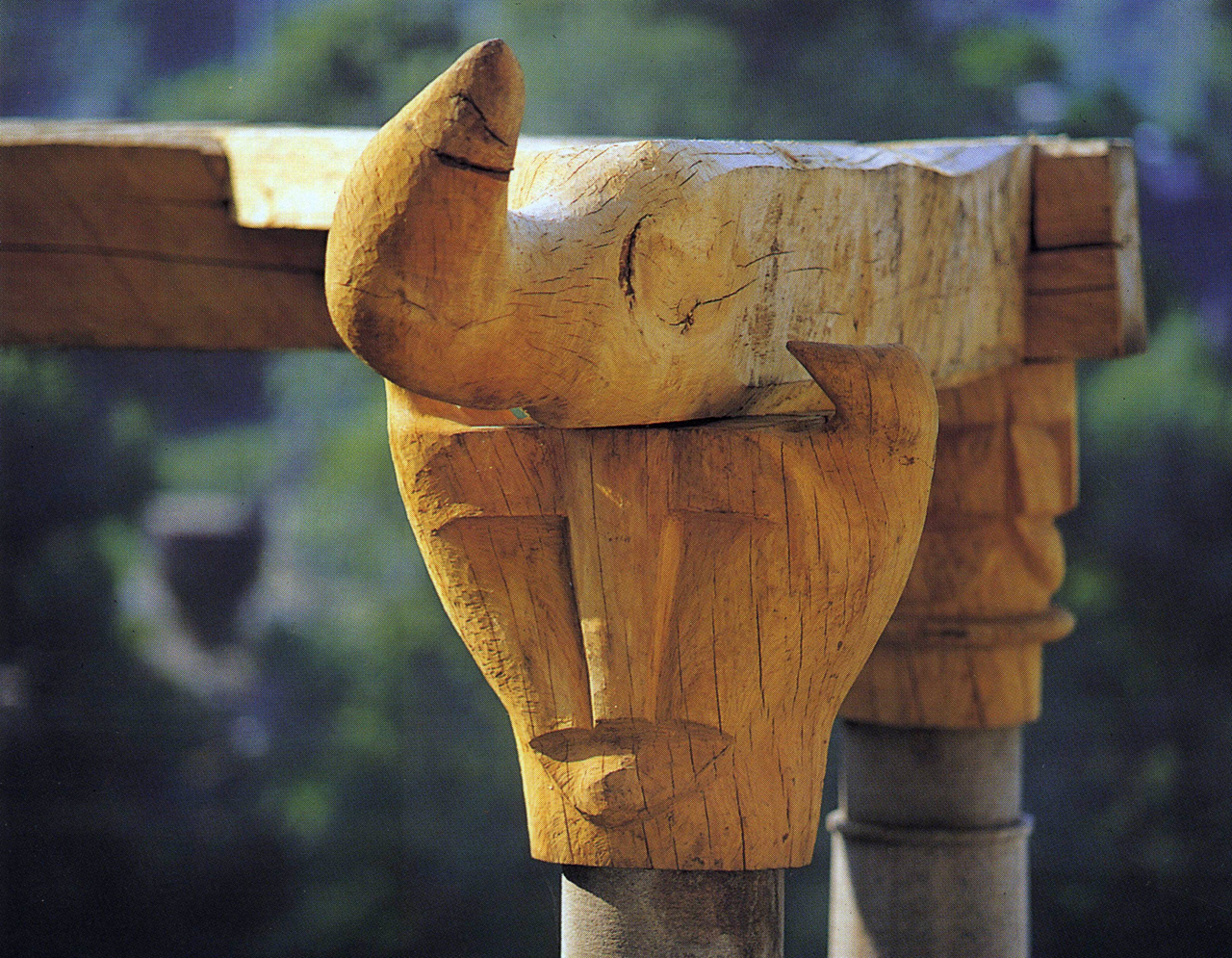
Neznámo odkud (1992), detail
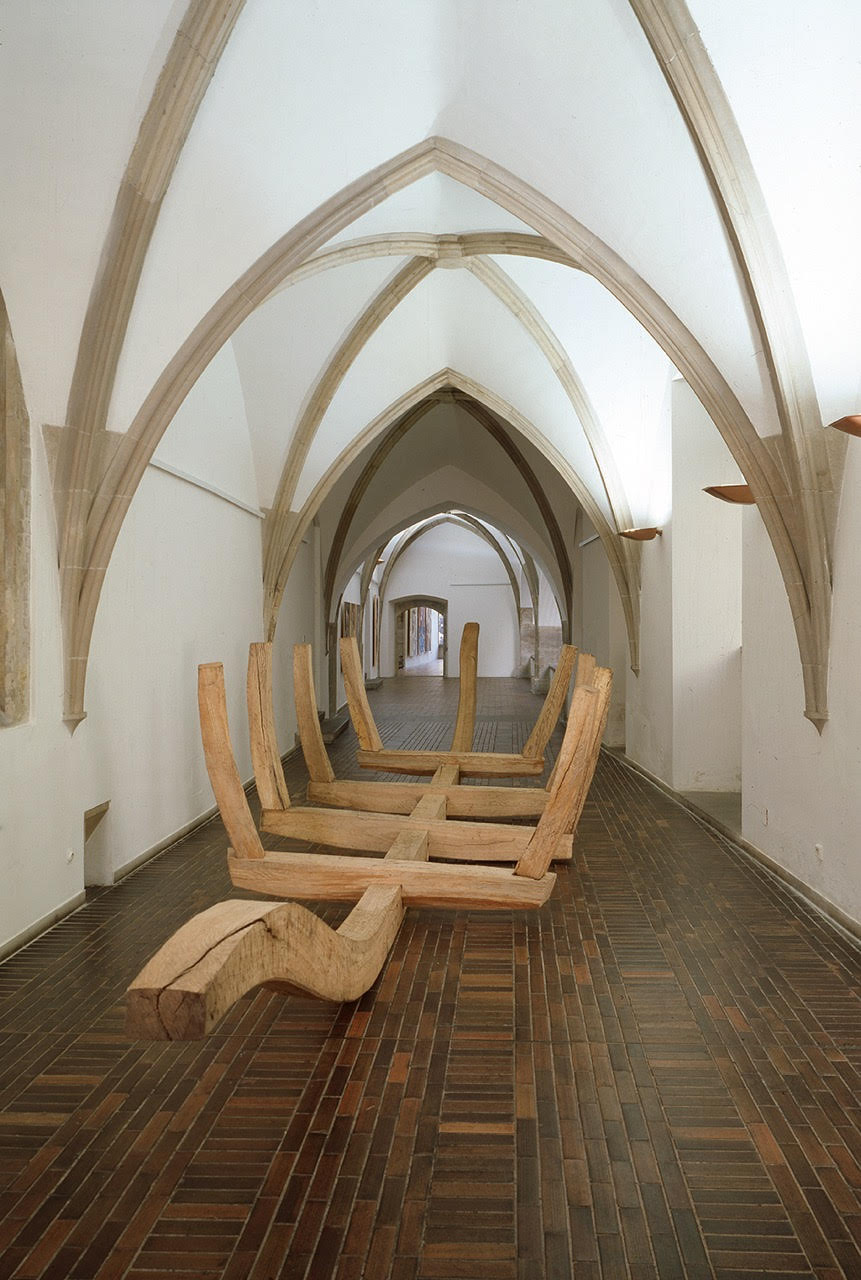
Loď (1994-1995)], Karolinum

Beránkova díla z dubového dřeva mají nezaměnitelný autorský rukopis. Jeho abstraktní i figurativní sochy, které svým charakterem a kontrasty masivních objemů, plynule přecházejících do konvexních vzdutí a konkávních prohlubní poukazují k radikálnímu baroku, se zároveň vědomě hlásí k dědictví avantgardní organické plastiky (Pramice, 1972, Oběť, 1989, Stůl, 2001, Mříž, 2001). Sochy svým objemem většinou zdůrazňují monumentalitu staletých stromů, ze kterých je vytvořil a zároveň zaujmou nečekaně rafinovaným zpracováním detailů. Autorova tvorba se vždy závazně vztahuje k místu, dějinám a paměti a je organicky včleněna do širších kontextů (Neznámo odkud, 1991–1992, Strážce, 1996, 1999) Některá díla naopak mohou mít i zcela komorní měřítko určené k dotýkání (Socha k hlazení, 80. léta).
Jiná díla jsou sestavena jako prostorové kresby z přirozeně zakřivených větví, které sochař pouze nahrubo opracoval a spojil čepy, opřel nebo složil do nového významového kontextu (Náhle opuštěné místo, 1987, Pád do přízemí, 1988, Jako nahý v trní, 1990, Bludiště, 1991, V zajetí, 1995, Borcení hran, 2002) Někdy je samotný složitě zakřivený tvar dřeva důvodem k samostatné soše (Kudlanka, 1997, Hmyz, 2002).
Některé sochy pokryl polychromií, která sjednocovala povrch a dávala vyniknout lokálním barevným akcentům (Volání, 1988, Pád andělů, 1990, Raněná srna, 2001). Malířské pojednání soch nejvíce souzní s tvorbou Beránkových vrstevníků a mnohdy podtrhuje jejich expresivitu nebo umocňuje jejich archaický a rituální charakter (Podivuhodná hostina, 1988, Obětiště, 1991)
Svou ranou zkušenost s land artem (Chodba, 1974, Proměna skály, 1975) zhodnotil Jiří Beránek v době po roce 1989, kdy se naskytla možnost realizovat některé rozsáhlé projekty. Dílem, které vyvolalo nadšení i kritiku, byla jeho instalace Přítmí paměti (1998), kdy jako odkaz k paměti, která mnohonásobně přesahuje lidský život, vytvořil labyrint z rašelinových cihel a kořenů stromů, po tisíciletí zakonzervovaných v rašelině, v přízemí letohrádku Belveder. Jejich protějškem byla čistá a minimalistická expozice dvanácti dřevěných koulí, zastupujících planety a zároveň apoštoly, v horním patře budovy.

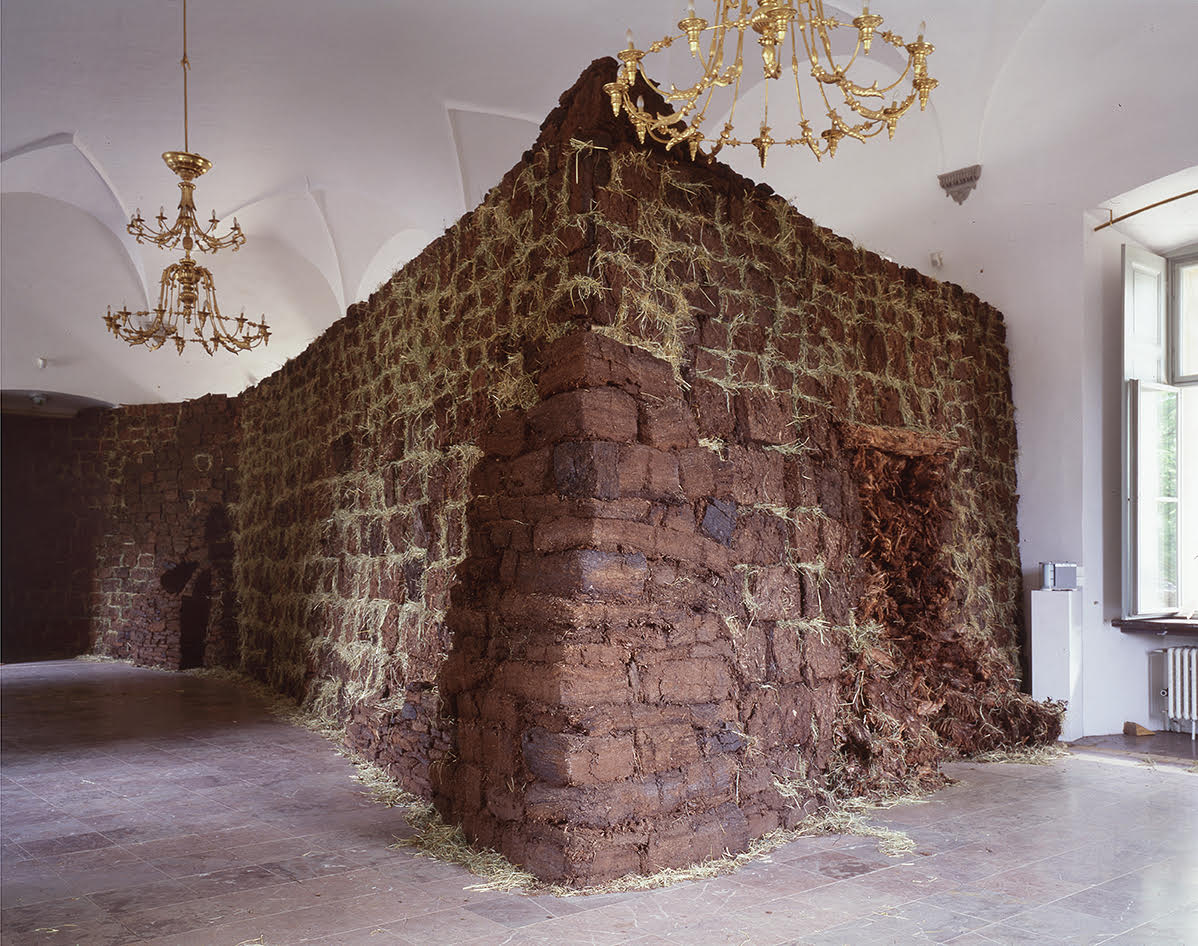
Přítmí paměti (1998)
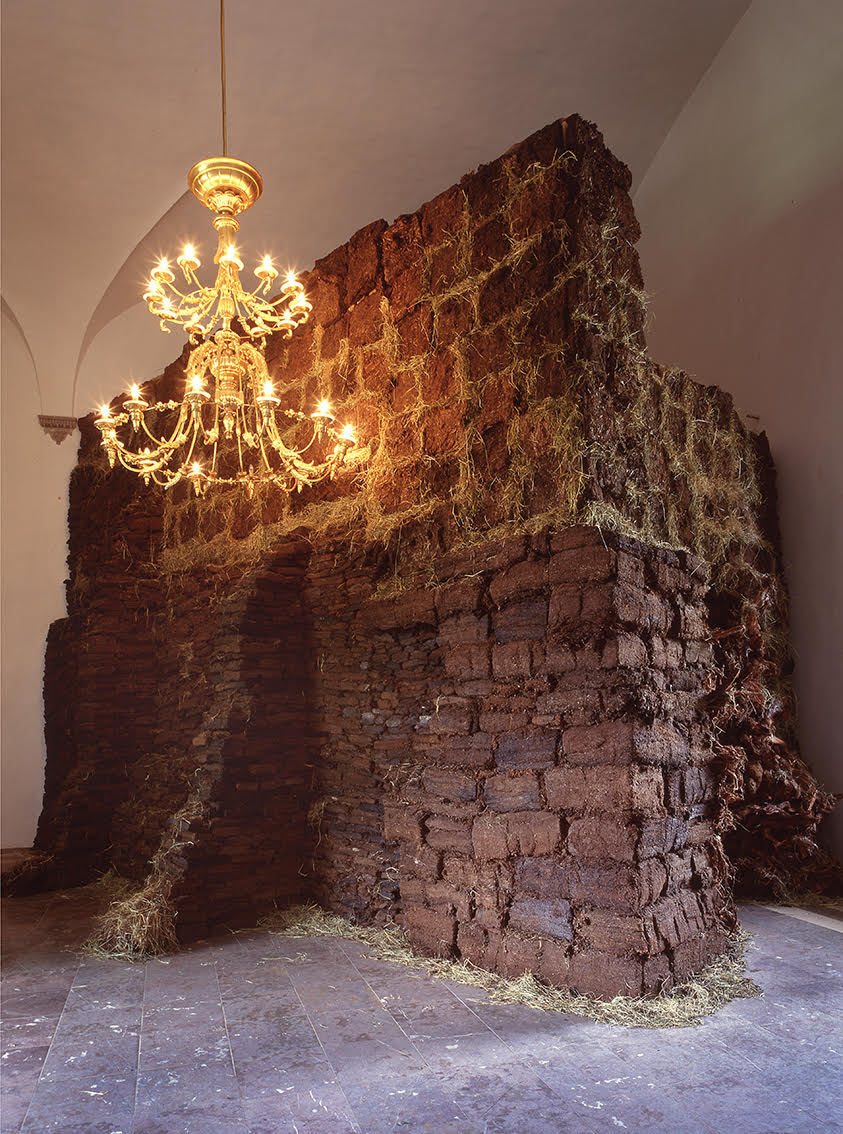
Přítmí paměti (1998)
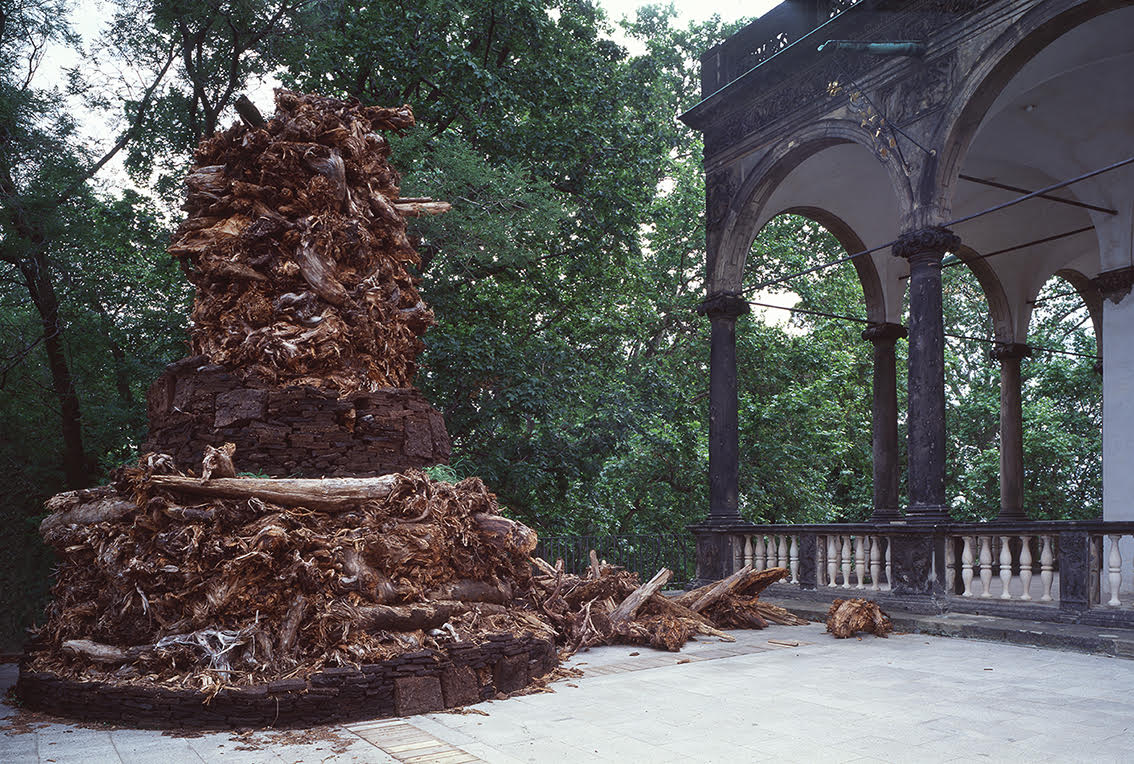
Přítmí paměti (1998)
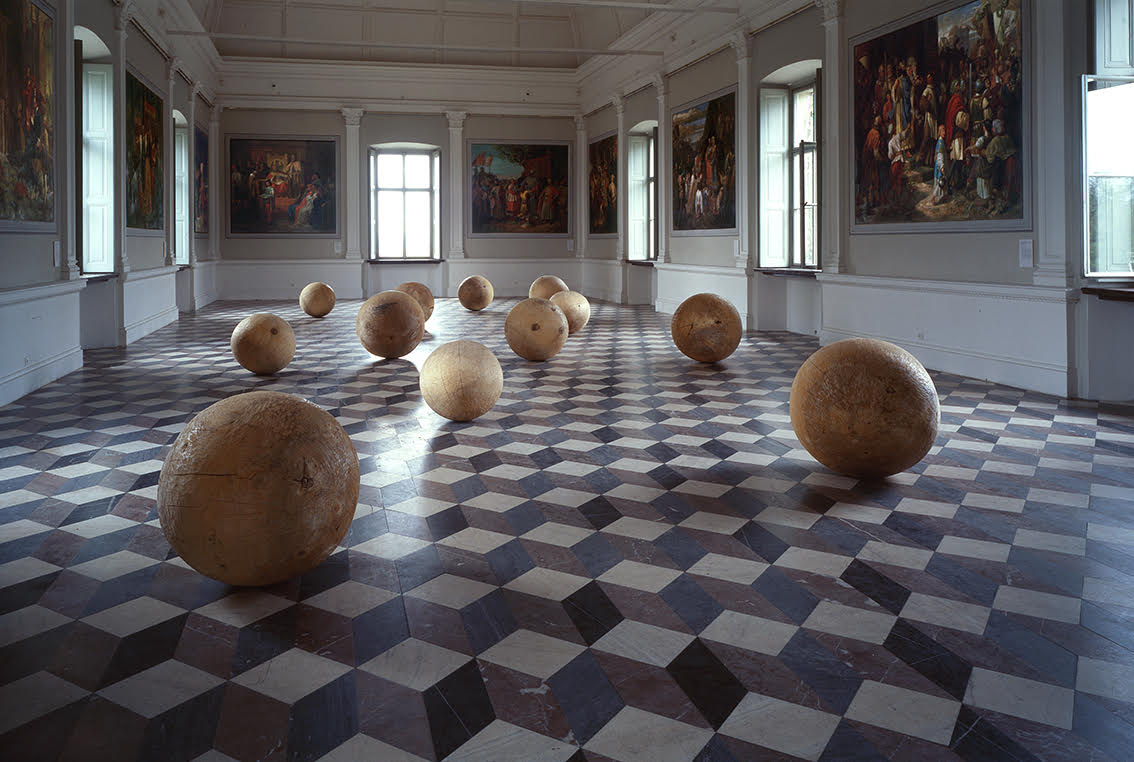
Přítmí paměti (1998)

Podobně velkolepě dokázal opanovat i přízemní prostory zámku v Jindřichově Hradci (Pád do přízemí, Kudlanka, aj., 1997) nebo velké industriální prostory (Síla ticha, 2006, Hala ČKD Dukla, Praha, Síla ticha, 2012, industriální prostor Světovar, Plzeň). Ve Světovaru byla soustředěna Beránkova práce z několika předcházejících let. Svého učitele Vincence Makovského, autora klíčového díla české avantgardy Dívčí sen, připomněl monumentálním objektem ze zkřížených trámů, podpírajících předmět ve tvaru vejce.

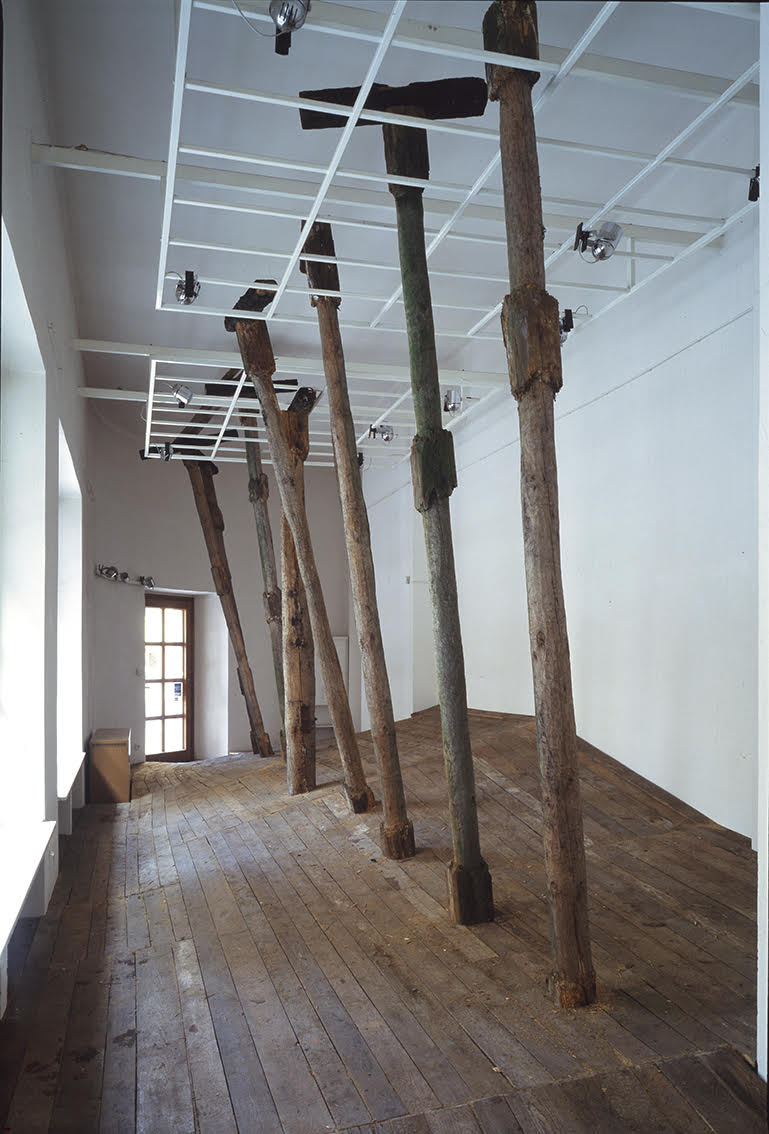
Naklonění (1993)
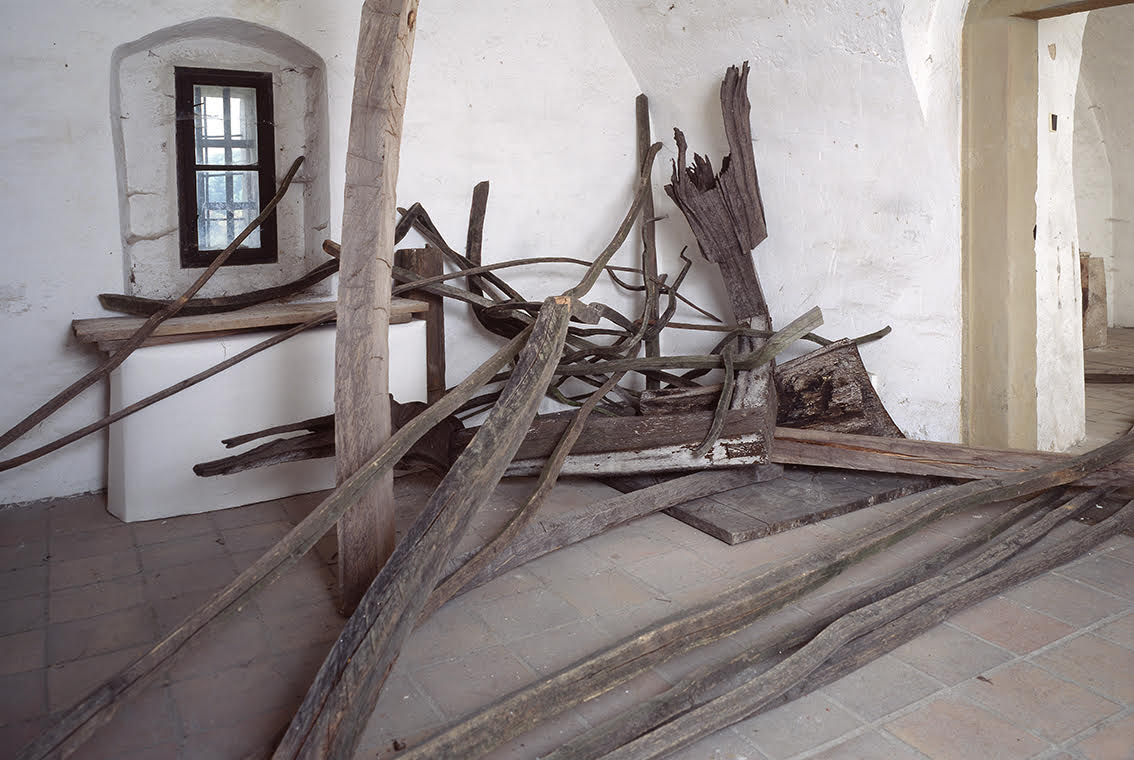
V zajetí (1995)
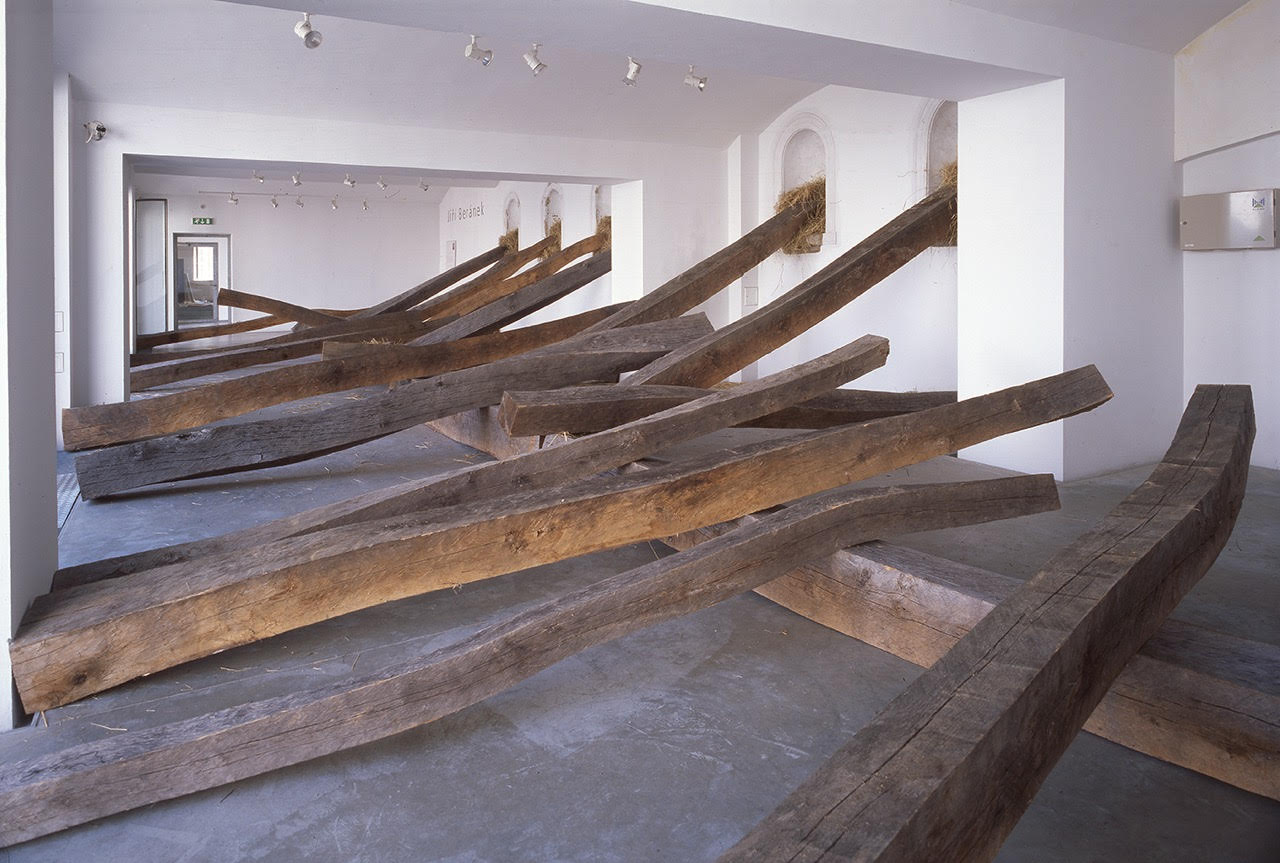
Velká nejistota (2003)
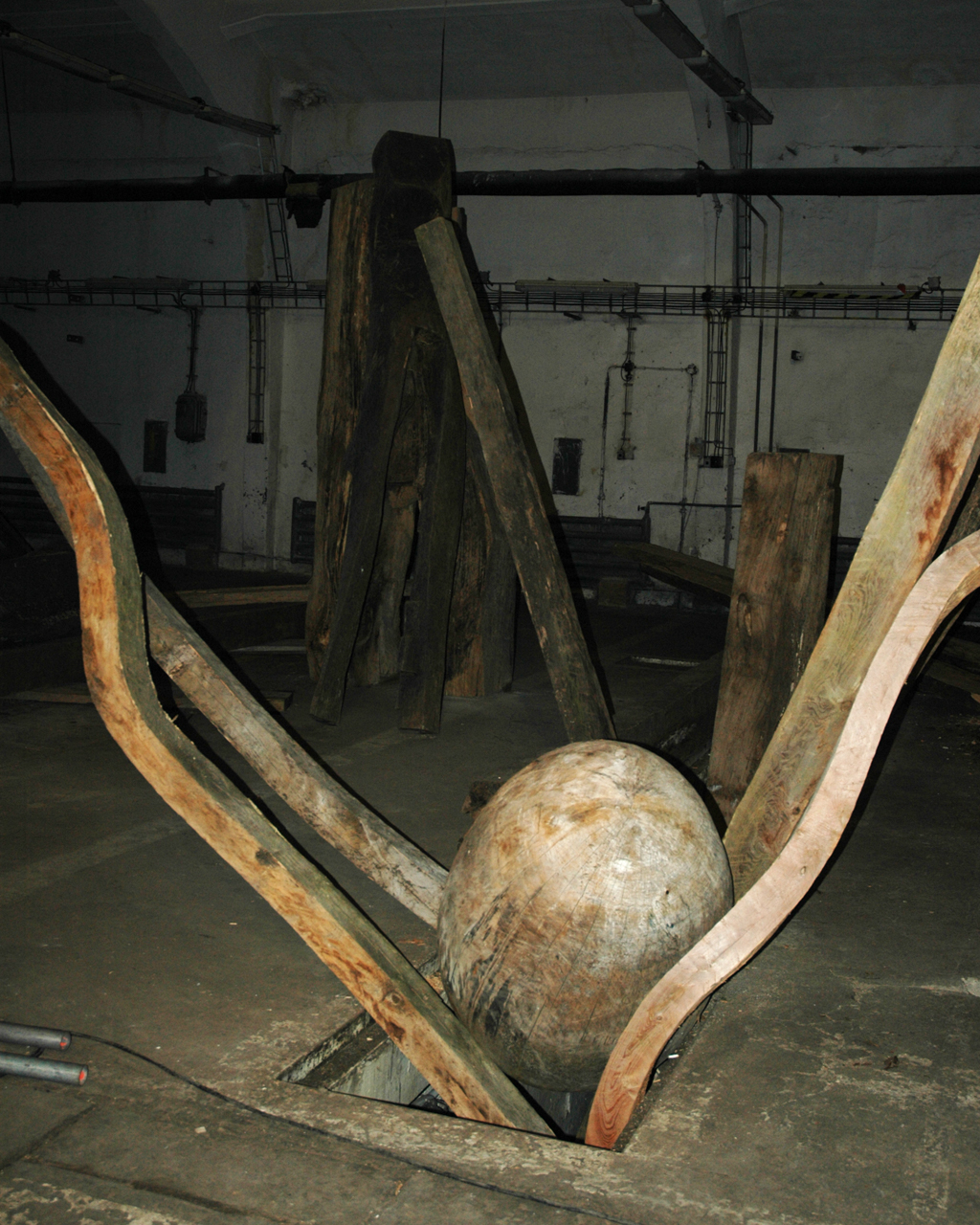
Síla ticha, industriální prostor Světovar, Plzeň 2012

V menších prostorech galerií Jiří Beránek citlivě reagoval na prostředí a vytvářel konceptuální instalace, které obvykle znamenaly radikální přestavbu celého prostoru. Projektem Naklonění (1993) v galerii Via Art vrátil podlaze galerie sklon, který měl původní svah pod kostelem sv. Václava na Zderaze. Nakloněná podlaha na diváka působila stejně zneklidňujícím dojmem jako pozdější instalace z masivních šikmo položených trámů, vyplňující většinu prostoru v bývalé koňské stáji Sovových mlýnů (Velká nejistota, 2003). Pro Galerii Litera vytvořil instalaci „rekonstruované“ pracovny generála Vlasova, aby připomněl jeho zásluhy o osvobození Prahy (Břevno v oku tvém, 1994) a krátce před ničivou povodní roku 2002 zde realizoval projekt Nápoj pro tonoucího, kde v uzavřeném labyrintu skleněných trubic kolovala voda, oživená hejnem červených dafnií.
Stejně jako celé moderní evropské umění vědomě hledalo kořeny v dávné historii lidské kultury, také v Beránkově tvorbě jsou tyto odkazy všudypřítomné (Bezčasí I, 1991). Kromě biblických dob (Noemova archa, 2004) a antiky (Amfiteátr, Koloděje) se jeho dílo vztahuje přímo k nejvýznamnějším obdobím české kultury – gotice (Pocta gotice, 1999) a baroku (Pocta baroku, 1988–1989, Neznámo odkud, 1991–1992). Monumentální charakter těchto děl svědčí o hloubce prožitku křesťanského dědictví.
Pro celou generaci Jiřího Beránka, které komunistický režim, chráněný okupačními vojsky, ukradl dvacet let nejplodnějšího života a znemožnil jí vystavovat a cestovat, je ten čas nenahraditelný. Faktor času proto vnímá autor jako neodvratnou tíhu doléhající na člověka (Váha času, 1994–1996). Období, které je obvykle vnímáno jako jakési bezčasí mezi relativní svobodou 60. let a pádem komunistického režimu, reflektoval Beránek svou velkorysou instalací v GASKu (Mezidobí, 2015). Aby připomněl chladnou, bezcitnou a syrovou realitu doby, kdy jezuitská kolej sloužila jako vojenská kasárna, instaloval v expozici předměty z vojenských skladů, které zároveň symbolizují čtyři živly – vodu, vzduch, oheň a zemi.

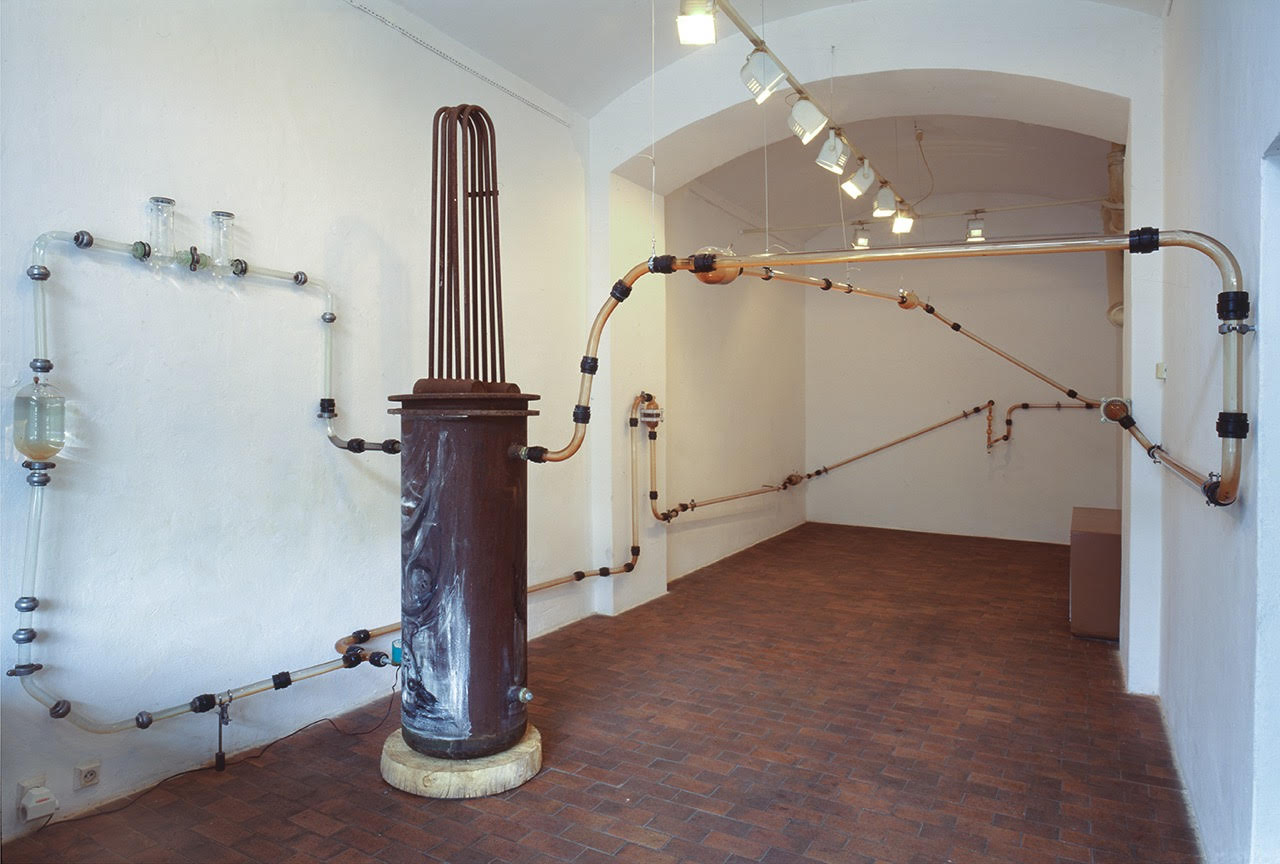
Nápoj pro tonoucího (2002)
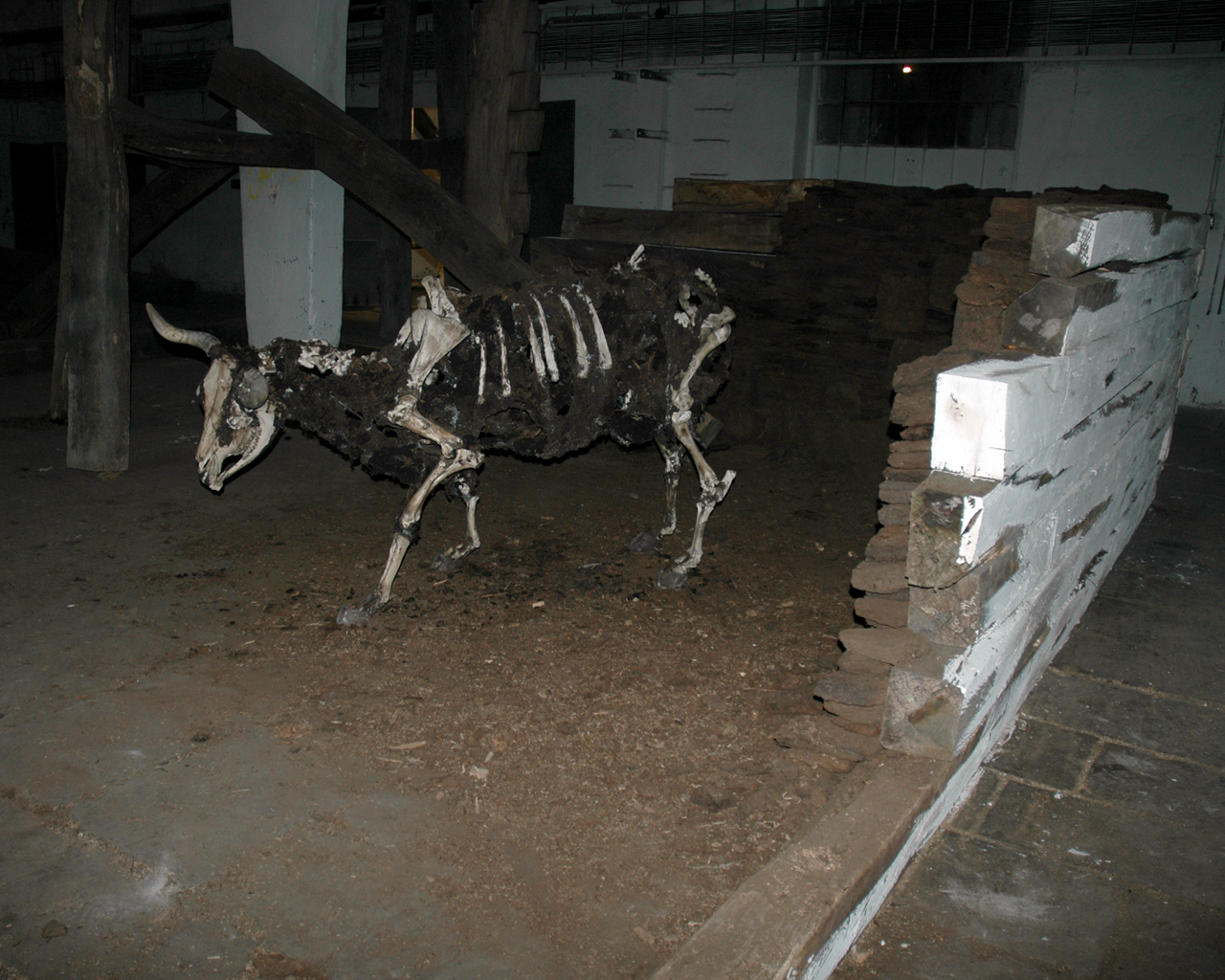
Síla ticha, industriální prostor Světovar, Plzeň 2012
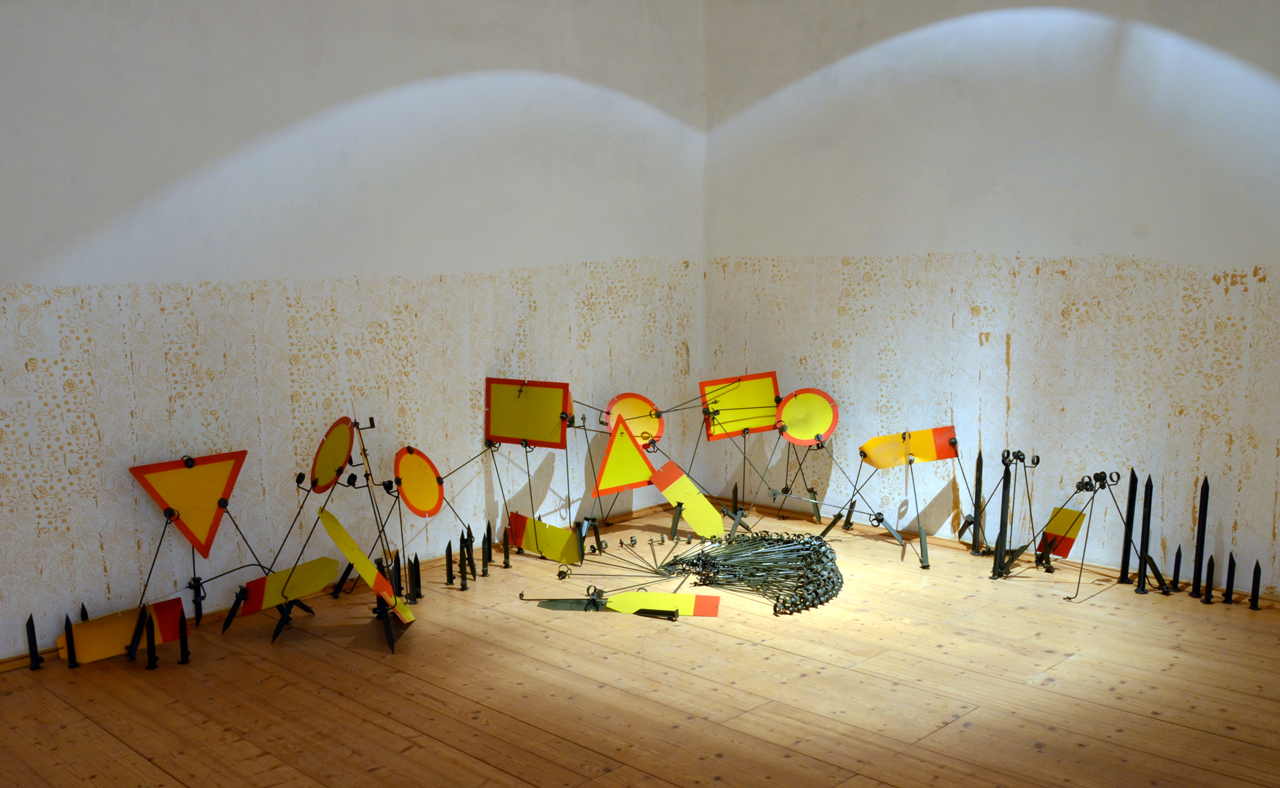
Mezidobí, Galerie středočeského kraje v Kutné Hoře, 2015
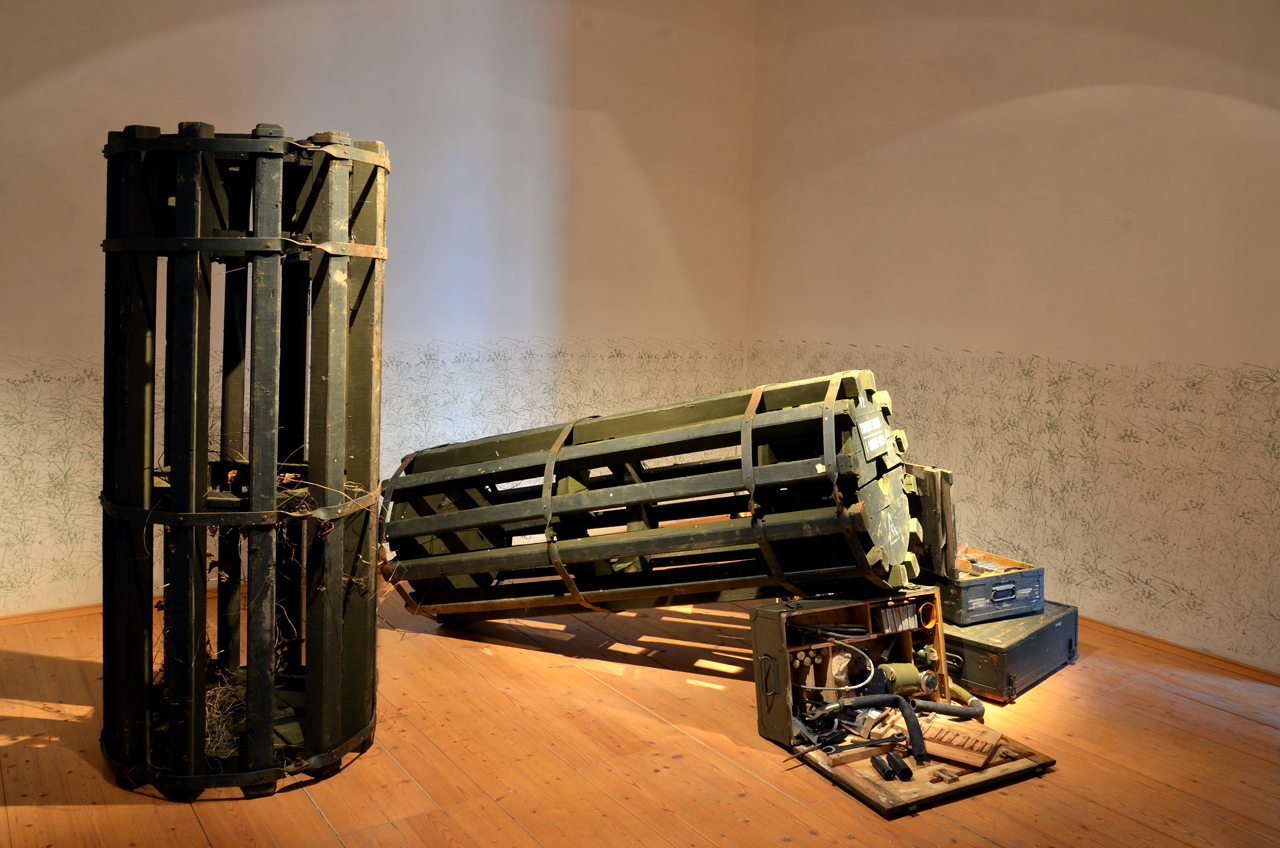
Mezidobí, Galerie středočeského kraje v Kutné Hoře, 2015

Jako pedagog Západočeské univerzity vytvořil Jiří Beránek spolu se svými studenty rozsáhlý projekt Zaniklé a ohrožené kostely (2015), kterým se vracel k land artu. V regionu plzeňské diecéze, kde zaniklo nebo je ohroženo 122 kostelů, si studenti vybrali několik míst pro umělecké intervence. Velmi známou se stala instalace sochu duchů Jakuba Hadravy v kostele svatého Jiří v Lukové na severním Plzeňsku, která významnou měrou napomohla získat prostředky na rekonstrukci tohoto kostela. Jiří Beránek usiloval o vzkříšení bývalého poutního místa poblíž obce Srbice.

### Kresby
Nedílnou součástí Beránkovy tvorby jsou barevné kresby. Nejedná se o kresebné studie k sochám nebo land artovým projektům. Jsou často abstraktní povahy, nebo vyjadřují autorovu reflexi abstraktních pojmů, jako Čich, Hmat (1989). Jejich protějškem jsou drobné abstraktní polychromované plastiky (cyklus Lidské smysly, 1992). Jindy se jedná o volnou asociaci k tématu krajiny jako dílu přírody a zároveň místu určeném k obývání. Tvary objektů umístěných v krajině vzdáleně připomínají některé sochařské realizace.

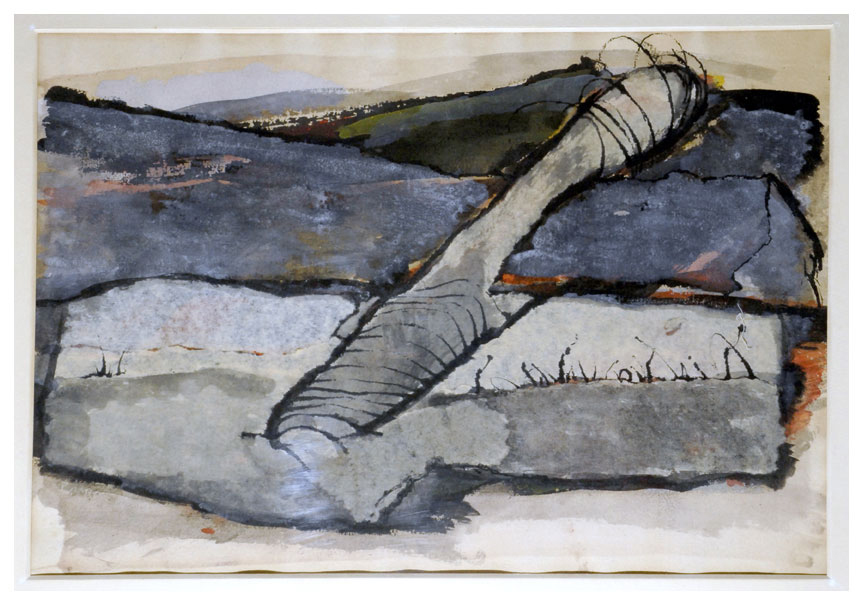
Jiří Beránek, Kresba I
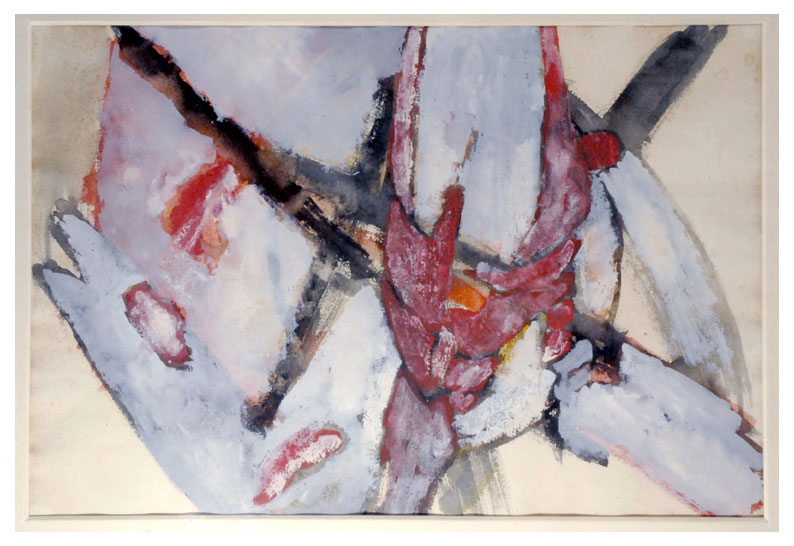
Jiří Beránek, Kresba II
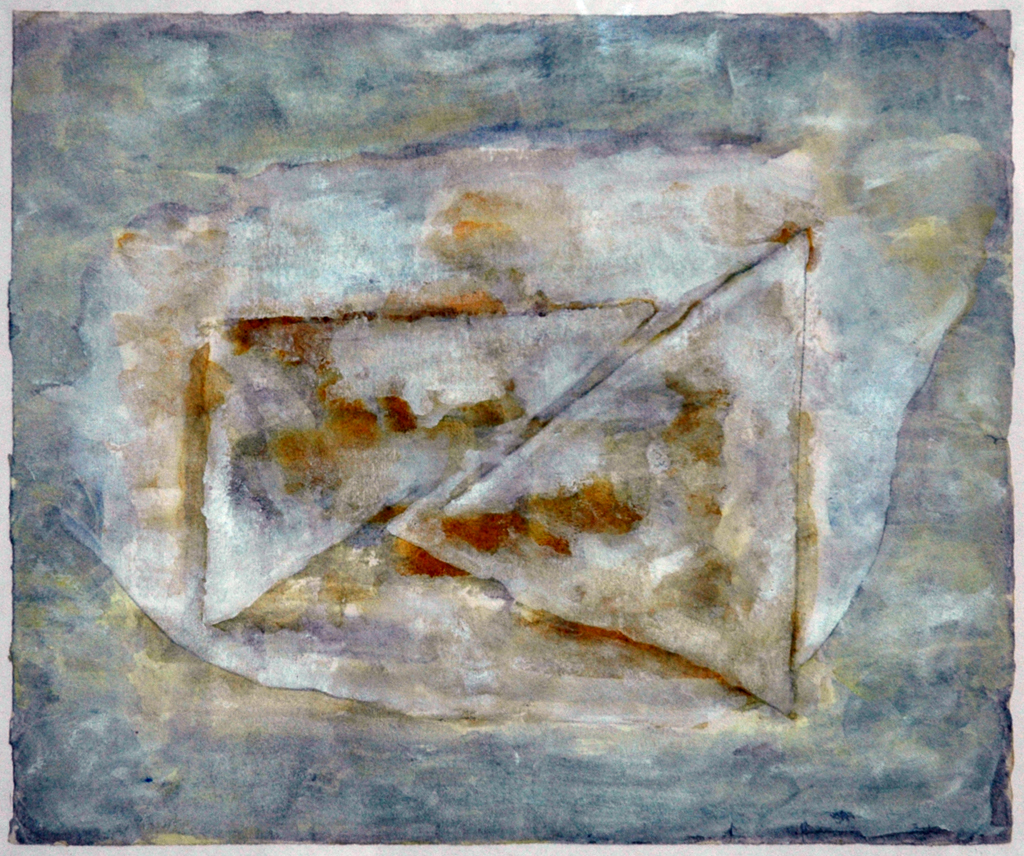
Jiří Beránek, Kresba III

### Landart

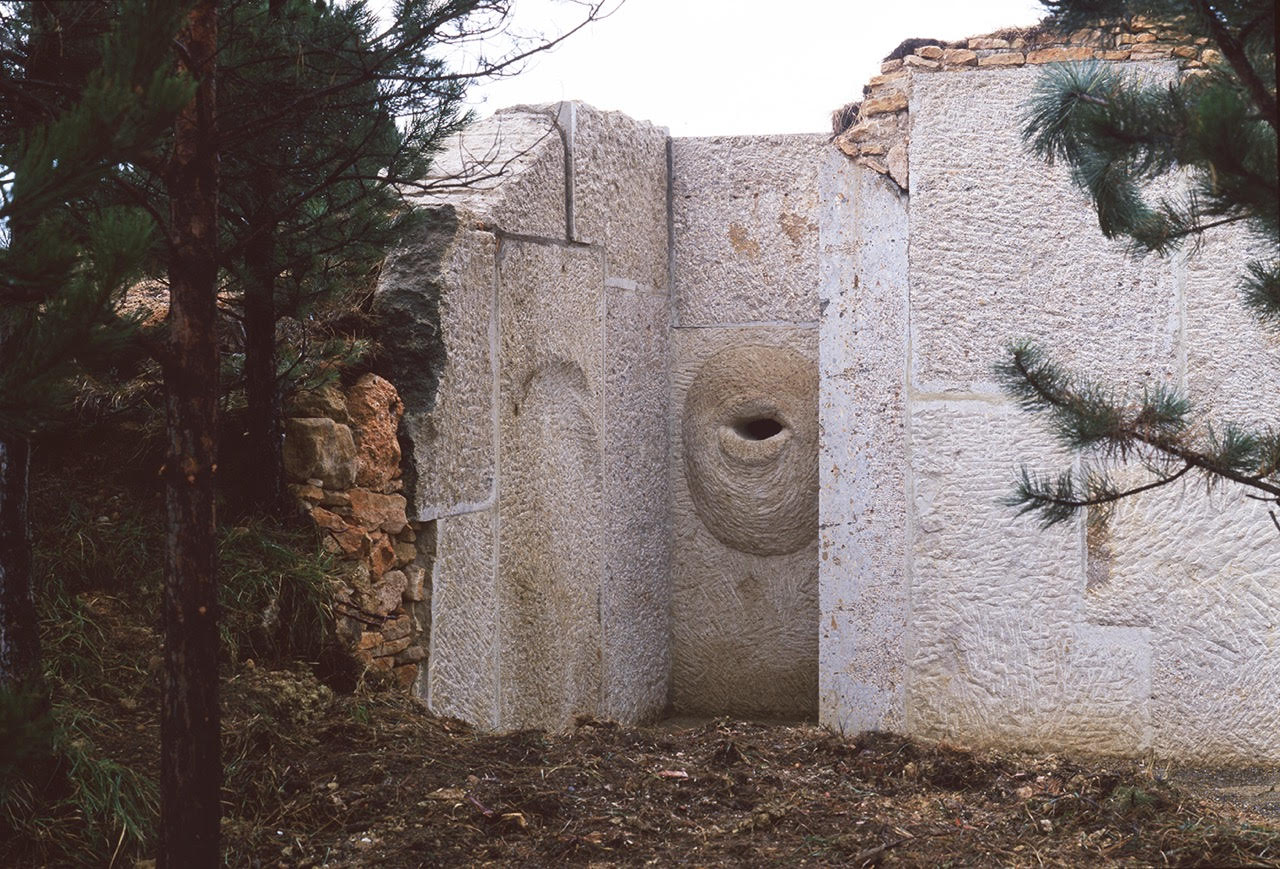
Jiří Beránek, Bezčasí (1991)
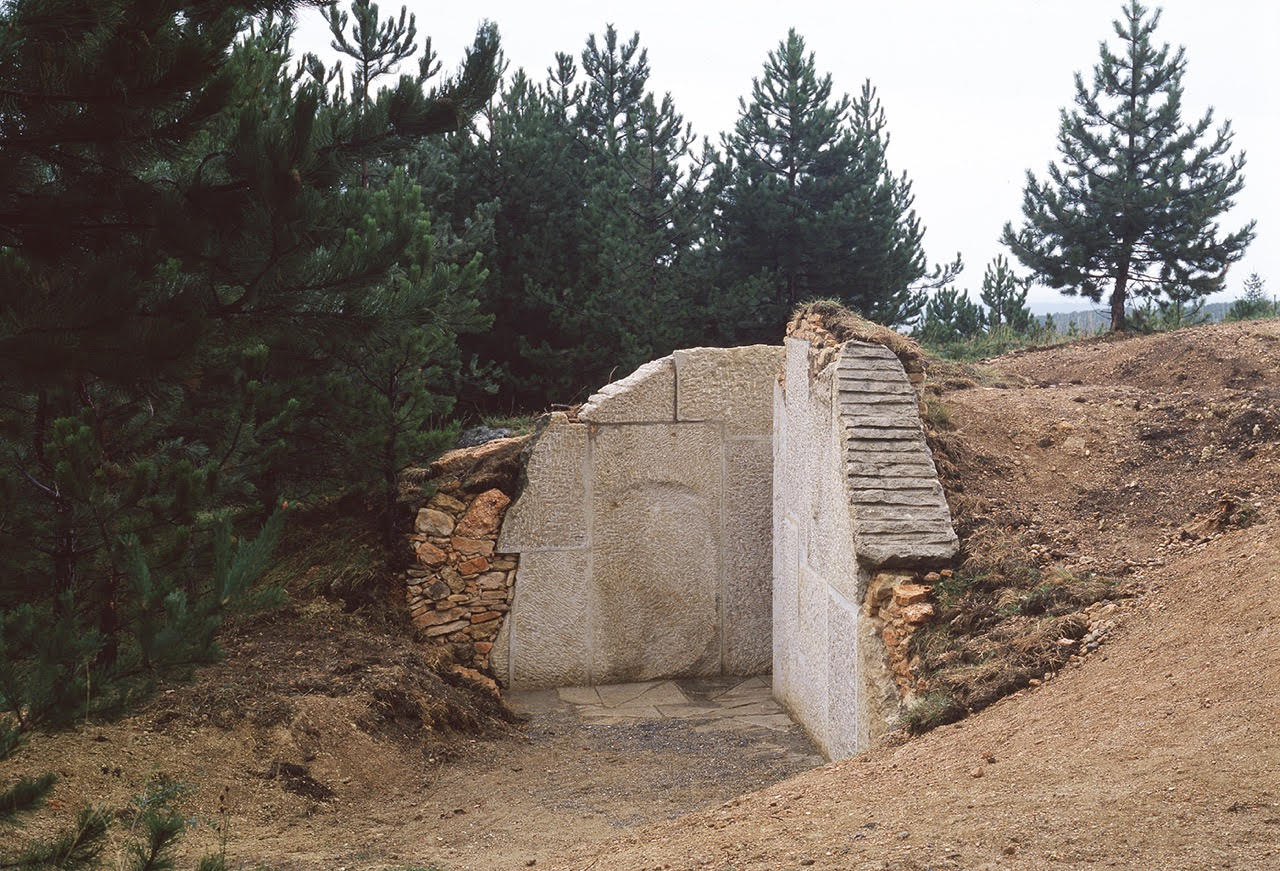
Jiří Beránek, Bezčasí (1991)
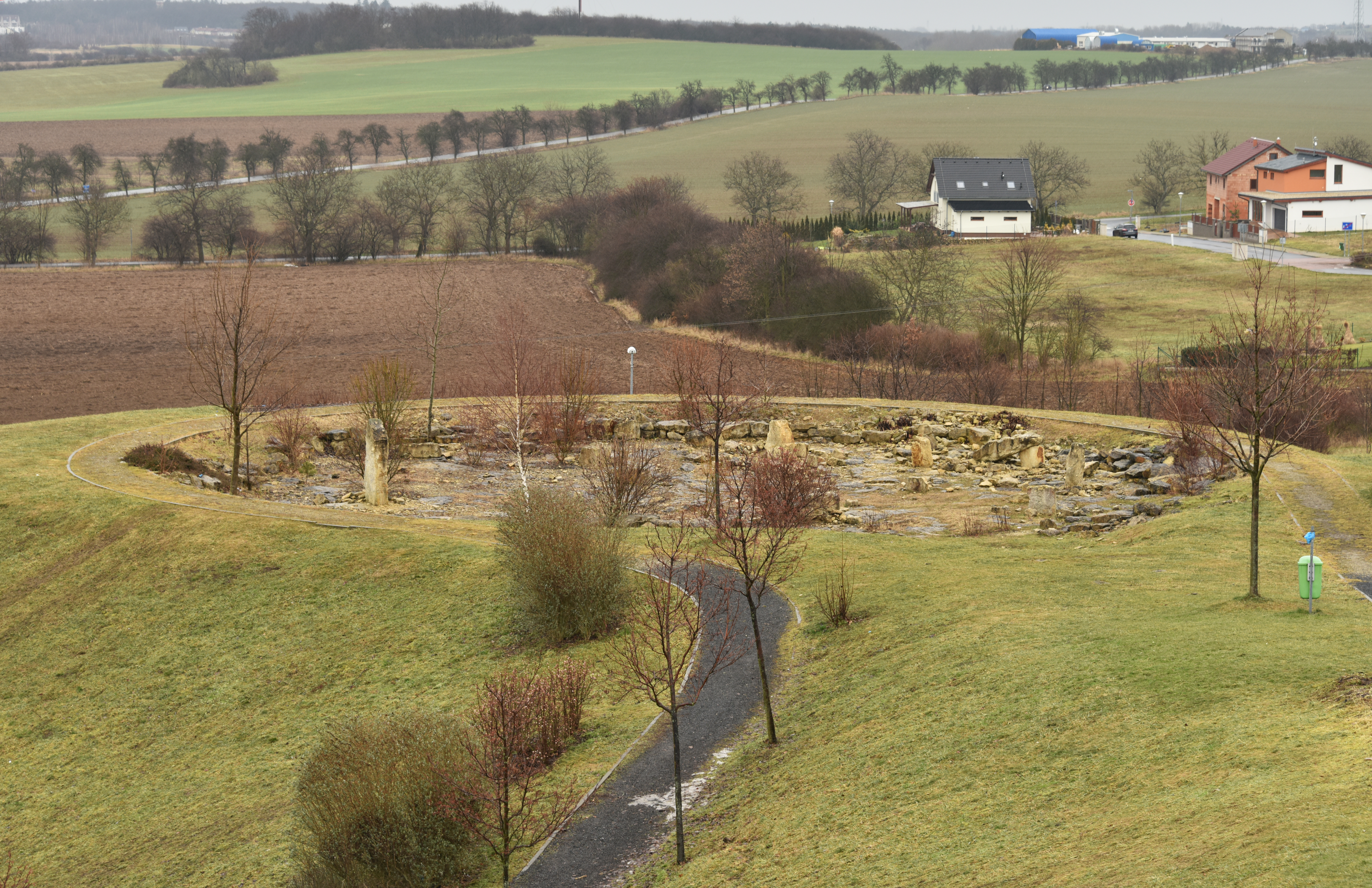
Jiří Beránek, Amfiteátr Koloděje
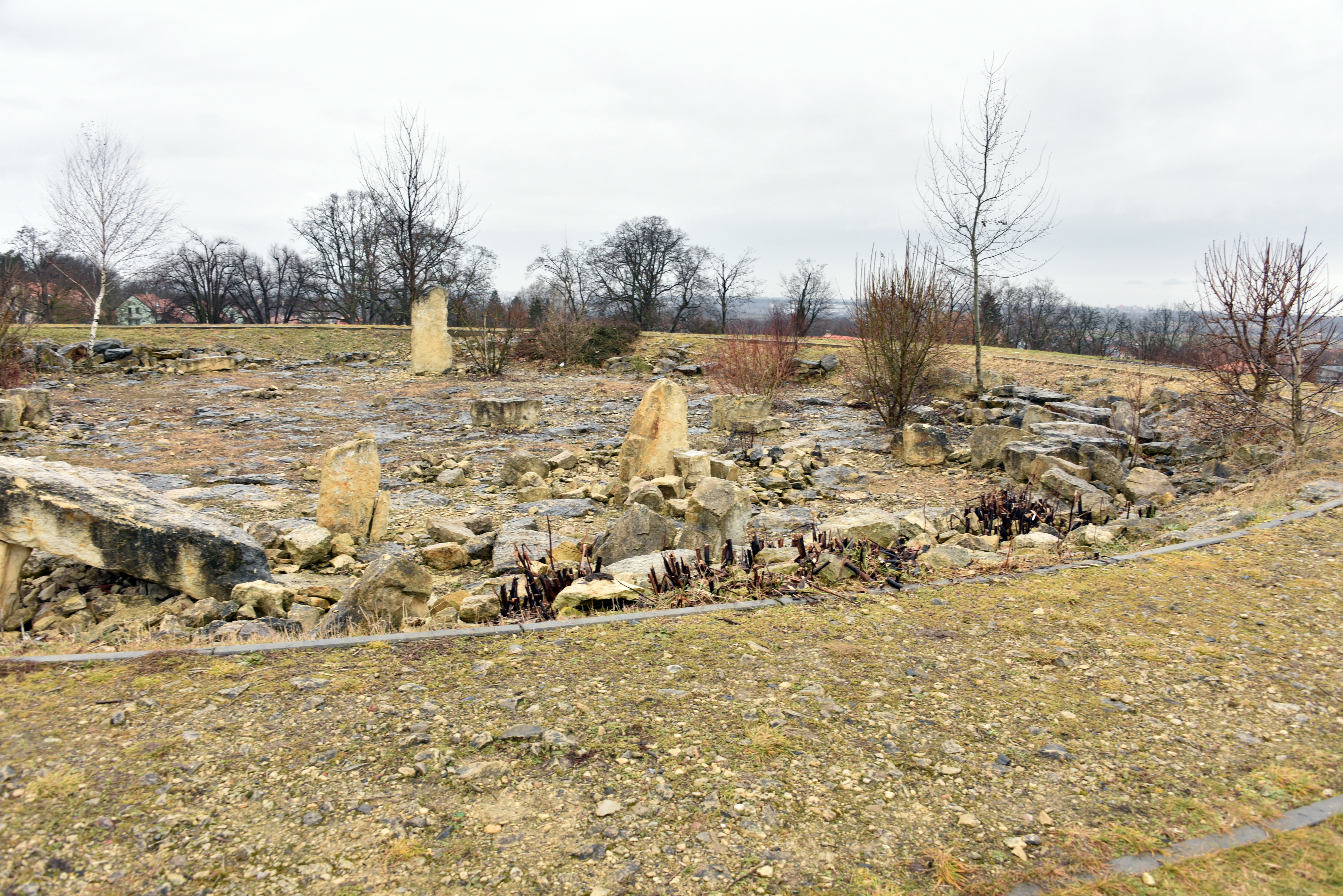
Jiří Beránek, Amfiteátr Koloděje (detail)

### Realizace
- 1983 centrální prostor a schodiště Galerie H, Kostelec nad Černými lesy
- 1988 Barevná plastika z kůlů, před kostelem sv. Mauricia v Hittfeldu (okres Harburg, dolní Sasko)
- 1988 Obětní stůl a ambon, opuka, Katedrála sv. Ducha v Hradci Králové[24]
- 1990 Ukřižovaný (600 x 300 x 80 cm), hřbitov Koloděje
- 1991 Bezčasí I (čedič), 3,6 x 8 x 90 m, II. mezinárodní sochařské sympozium Lemberk
- 1992 Neznámo odkud, výtvarné sympozium Barok a dnešek, jezuitský kostel Zvěstování P. Marie, Litoměřice
- 1994 Bezčasí II (slepenec), 340 x 700 x 800 cm, Bildhauersymposion Lindabrunn, Rakousko
- 2007 Amfiteátr, Koloděje
- 2009 Kašna, městská část Praha-Koloděje
- 2009 Neznámý svatý na nádvoří Musea Kampa
- 2013 dřevěné opláštění, hlavní budova Golf Hostivař[25]
- 2015 Prorůstání, Srbice[26]

### Instalace
- 1985 Dvůr – Jiří Beránek: Sochy, Vladimír Novák: Obrazy, Dům č.p. 39, Kaufferovský, Kostelec nad Černými lesy
- 1990 Vzkříšení, La Défense, Paříž, klášter Emauzy, Praha
- 2010 Obětiště, náměstí Budovatelů, Sokolov[27]

### Zastoupení ve sbírkách
- Národní galerie v Praze
- Galerie moderního umění v Hradci Králové
- Museum Kampa
- Galerie hlavního města Prahy
- Moravská galerie v Brně
- Galerie středočeského kraje v Kutné Hoře (GASK)
- Alšova jihočeská galerie v Hluboké nad Vltavou
- Muzeum umění Olomouc
- Galerie Klatovy /Klenová
- Vlastivědné muzeum Šumperk
- soukromé sbírky doma a v zahraničí

### Výstavy

#### Autorské
- 1979 Jiří Beránek: Plastiky, Vlastivědné muzeum, Šumperk
- 1979 Jiří Beránek: Sochy, Divadlo v Nerudovce, Praha
- 1983 Realizace '83, Jiří Beránek: Dvůr (Prostor a kresby), Galerie H, Kostelec nad Černými lesy[28]
- 1985 Jiří Beránek, Galerie Opatov, Praha
- 1988 Jiří Beránek: Kresby, Galerie Opatov, Praha
- 1990 Jiří Beránek, Vzkříšení, La Défense, Paříž, (1993–94, klášter Emauzy)
- 1992 Jiří Beránek: Kresby a malé plastiky, Galerie Litera, Praha
- 1992 Jiří Beránek: Kresby, Galerie Gema, Praha
- 1993 Jiří Beránek: Rané obrazy, objekty a sochy, Galerie '60/'70, Praha
- 1993 Jiří Beránek: Naklonění, Galerie Via Art, Praha
- 1994 Jiří Beránek: Trám v oku tvém (9.výstava z cyklu Velké téma), Galerie Litera, Praha
- 1994/1995 Jiří Beránek, Galerie Gema, Praha
- 1995 Jiří Beránek, Galerie umění Karlovy Vary, Karlovy Vary
- 1996 Jiří Beránek: Sochy, Galerie MK, Rožnov pod Radhoštěm
- 1997 Jiří Beránek, Hrad a zámek, Jindřichův Hradec
- 1997 Jiří Beránek; Plastiky a kresby, Galerie Gema, Dům U dvou divých mužů, Praha
- 1997/1998 Jiří Beránek: Slepá kolej, Galerie Via Art, Praha
- 1998 Jiří Beránek: Přítmí paměti, Letohrádek královny Anny (Belveder), Praha
- 1998/1999 Jiří Beránek, Galerie Gema, Praha
- 1999 Jiří Beránek: Ohýbání, Galerie Klatovy / Klenová, bývalý vojenský prostor v Janovicích nad Úhlavou[29]
- 2000 Jiří Beránek: Z kufru, Galerie Gambit, Praha
- 2000 Jiří Beránek: Nápoj pro tonoucího, Galerie Litera, Praha
- 2003 Jiří Beránek, Museum Kampa, Praha
- 2005 Jiří Beránek: Tři sestry, Galerie U prstenu, Praha
- 2006 Jiří Beránek: Drobná plastika, Galerie Magna, Ostrava
- 2006 Jiří Beránek: Síla ticha, Hala ČKD Dukla, Praha[30]
- 2007 Jiří Beránek: Střepy, Galerie moderního umění v Hradci Králové
- 2009 Jiří Beránek: Tvář za oknem universitní galerie, Plzeň
- 2012 Jiří Beránek: Síla ticha, industriální prostor Světovar, Plzeň[31][32]
- 2014 Jiří Beránek: Před setměním, Galerie Václava Chada, Zlín[33]
- 2015 Jiří Beránek: Mezidobí, Galerie středočeského kraje v Kutné Hoře (GASK)[34]
- 2017 Jiří Beránek: Jako tažní ptáci, Galerie středočeského kraje v Kutné Hoře (GASK)
- 2017 Jiří Beránek: Tehdy, Galerie Navrátil Praha
- 2020 Tomáš Švéda: obrazy, Jiří Beránek: objekty, Zámek v Jindřichově Hradci

#### Společné (výběr do r. 1989)
- 1973 Sochařské setkání, Vojanovy sady Praha
- 1977 Sochařské symposium Hukvaldy
- 1978 Konfrontace, MBÚ ČSAV, Praha
- 1980 Prostor člověka, Kulturní středisko Dobříš
- 1982 Setkání, Praha-Stromovka
- 1983 Obrazy a sochy, OKD Gong Praha 9 (s. Magdalenou Jetelovou)
- 1988 12/15, Pozdě ale přece, jízdárna Koloděje
- 1988 Forum 88, Pražská holešovická tržnice
- 1988 12/15 Jeden starší, jeden mladší, Lidový dům Praha Vysočany
- 1989 Střední věk, Dům U Kamenného zvonu, GHMP, OGVU Gottwaldov (Zlín)
- Přehled společných výstav uvádí podrobně abART – Jiří Beránek: Výstavy

### Monografie
- Jiří Beránek, Dvůr (Prostor a kresby), desky, 23 volných listů, Galerie H, Kostelec nad Černými lesy 1983
- Jiří Beránek, text Alena Potůčková, 64 s., České muzeum výtvarných umění v Praze 1994, ISBN 80-7056-026-6
- Jiří Beránek, text Ivan Neumann, 84 s., Galerie Gema Praha 1997, ISBN 80-86087-01-8
- Jiří Beránek: Přítmí paměti, 1998, text Jiří Beránek, Josef Hlaváček, 52 s., Galerie Gema, Praha 1998, ISBN 80-86087-12-3
- Ateliér profesora Jiřího Beránka. Specific Landart, Beránek J a kol., 191 s., Západočeská univerzita, Plzeň 2015, ISBN 978-80-261-0561-9
- Jiří Beránek, ed. Silvie Stanická, Univerzita Tomáše Bati ve Zlíně 2016, ISBN 978-80-7454-556-6

### Katalogy
- Jiří Beránek: Plastiky, 1979, kat. 4 s., Vlastivědné muzeum, Šumperk
- Jiří Beránek, 1979, Prahl R, kat. 12 s., Divadlo v Nerudovce, Praha
- Jiří Beránek, 1985, Prahl R, dvoulist, Kulturní středisko Opatov, Praha
- Jiří Beránek, 1988, Prahl R, dvoulist, Kulturní středisko Opatov, Praha
- 12/15, Pozdě ale přece, vydal Odbor školství a kultury Praha 9 v roce 1988
- 12/15 Český globus, vydalo Ministerstvo kultury ČR, Praha 1991
- Jiří Beránek: Kresby a drobné plastiky, 1992, Neumann I, kat. 4 s., Galerie Litera, Praha
- Jiří Beránek: Rané obrazy, objekty a sochy, 1993, kat. 6 s., Galerie '60/'70, Praha
- Jiří Beránek, Tomáš Švéda: Trojí dům, text Ivan Neumann, kat. 4 s., Klášter Emauzy Praha 1993/1994
- Jiří Beránek: Trám v oku tvém (9.výstava z cyklu Velké téma), 1994, úvod Petr Pavlík, kat. 4 s., Galerie Litera, Praha
- Jiří Beránek: Z kufru, 2000, Hlaváček J, kat. 4 s., Galerie Gambit, Praha
- Jiří Beránek, 2006, Neumann I, kat. 2 s., Galerie Magna, Ostrava
- Jiří Beránek: Střepy, 2007, Neumann I, kat. 8 s., Galerie moderního umění v Hradci Králové
- Jiří Beránek: Před setměním, 2014, kat. 8 s., Zlínský zámek, o.p.s., Zlín

### Publikace
- Pachmanová M, Pražanová M (eds.), Vysoká škola uměleckoprůmyslová v Praze / Academy of Arts, Architecture and Design in Prague 1885–2005, 340 s., GHMP, VŠUP Praha 2005, ISBN 80-86863-09-3